# 松本市
松本市（まつもとし）は、長野県の中信地方に位置する市。中核市、国際会議観光都市に指定されている。県庁所在地の長野市に次ぐ県内2位の人口をもつ中信地方の中心都市である。

## 概要
国宝松本城を中心とする松本藩の旧城下町。城下町は松本城の外堀に沿って善光寺街道が通っており、千国街道や野麦街道が分岐する交通の要衝となっている。1871年（明治4年）の廃藩置県後、1876年（明治9年）まで長野県とは別に筑摩県が置かれ、その県庁所在地になっていた。長野県との合併後も拠点機能の一部は松本市に置かれ、日本銀行の支店や旧制高等学校、国立大学の信州大学が設置された。
キャッチフレーズは「文化香るアルプスの城下町」、「三ガク都（楽都、岳都、学都の三つのガク都。音楽、山岳、学問を標榜する）」などがある。市のマスコットはアルプちゃん。
日本で最も古い小学校のひとつ開智学校の開校、改正高等学校令に基づく全国9番目の官立旧制高等学校でもある松本高等学校の招致など、教育に熱心な面があった。国立大学法人が1県1学の県に於いて本部が県庁所在地以外に置かれているのは、信州大学の他は弘前大学（青森県弘前市）・広島大学（広島県東広島市）・琉球大学（沖縄県中頭郡西原町）のみである。
また小澤征爾ら一流の音楽家が一斉に集う夏のセイジ・オザワ 松本フェスティバルの開催、全国に（一部海外にも）広がるスズキ・メソードや花いっぱい運動の発祥、映画やテレビドラマなどのロケ支援を市が行うなど、文化を尊重する気風は今も健在である。食品ロス削減の取組み「残さず食べよう！30・10（さんまる いちまる）運動」の発祥の地で、「第1回食品ロス削減全国大会」が2017年10月開催された。
第二次世界大戦による戦災を免れたことから、旧開智学校（国宝）などの歴史的建造物が多く残る。松本市においては2008年4月から「市都市景観条例」が改正され、松本城周辺の建築物の高さ規制が厳しくなることからマンション建設を前倒しする動きが見られた。これに対し周辺住民の反対意識は強く、既に完成した縄手通りのマンション建設には建設反対運動が起こった。
近代的な駅中心部から市の外側に進むにつれ、昔ながらの田園、果樹園の風景に変わっていく。東側の里山辺を越えると、ワイナリーや温泉街などの観光地が広がり、美ヶ原高原へと続く。

### 地名の由来

松本市中心部周辺の空中写真。2011年9月7日撮影の60枚を合成作成。。

現在の市名である松本の由来は諸説あるが、通説では武田氏の侵攻により落ち延びたかつての信濃守護職・小笠原長時の三男小笠原貞慶が1582年に旧領を回復した際に「待つ事久しくして本懐を遂ぐ」と述懐し改名したとされる（小笠原氏は長らく信濃府中奪還という本懐を抱いており、それが叶ったことから、待つ本懐を→松本懐→松本 と略され松本となった）。他に、小笠原宗家（府中）が分家（松尾）とのお家騒動に勝利したことを記念したとする説があるが、内訌は約50年前に片付いており、この説は時代的に合わない。「松本」という氏姓は松本市の「松本」地名よりも遥か昔から存在するが相関はなく、松本市に松本氏が多いということはない。市役所などによって「広報まつもと」のようにひらがなで表記されることもある。
また松本市周辺や松本地域は松本平、筑摩（つかま/ちくま）（筑摩野（つかまの/ちくまの）とも）などと呼ばれる。旧県名の筑摩県は、前身の松本町が筑摩郡（1879年以降は東筑摩郡）に属していたことに由来する。

### 古称
平安時代以降、信濃国の国府が置かれたと推測されている。中心市街地は古くは深瀬郷（深志郷）、捧庄（ささげのしょう）または庄内、信濃府中または信府などと呼ばれていた。捧庄、庄内の由来は国衙比定地とされる市東部にあった八条院領の荘園で、現在市内にある本庄、庄内という地名はこの名残であると考えられる。「信府」は国府が置かれたことに由来する「信濃府中」の略称である。 現在、最も知られているのが深志で、太古の松本盆地が湿地帯であったことを示すとされる「深瀬郷」が転訛したものであり、現在でも社名、校名などに使われている。女鳥羽川を挟んで北側が北深志地区、南側が南深志地区となる。

### 外部地域との関係
日本海側水系の地域であるが、大都市への志向は総じて太平洋側の名古屋や東京の両都市への傾斜が大きく、中京圏、首都圏との繋がりが見られる。鉄道でも、中央本線を通じて、両地域からの特急列車が乗り入れている。
一方で、しなの鉄道線（旧信越本線）沿線や、日本海側との繋がりはさほど強くない。特に、県庁所在地の長野は日本海側とのつながりが深く、風土も同じ県内にある松本よりも日本海側に近い部分が多いため、後述の通りで事あるたびに対立して来た。

## 地理

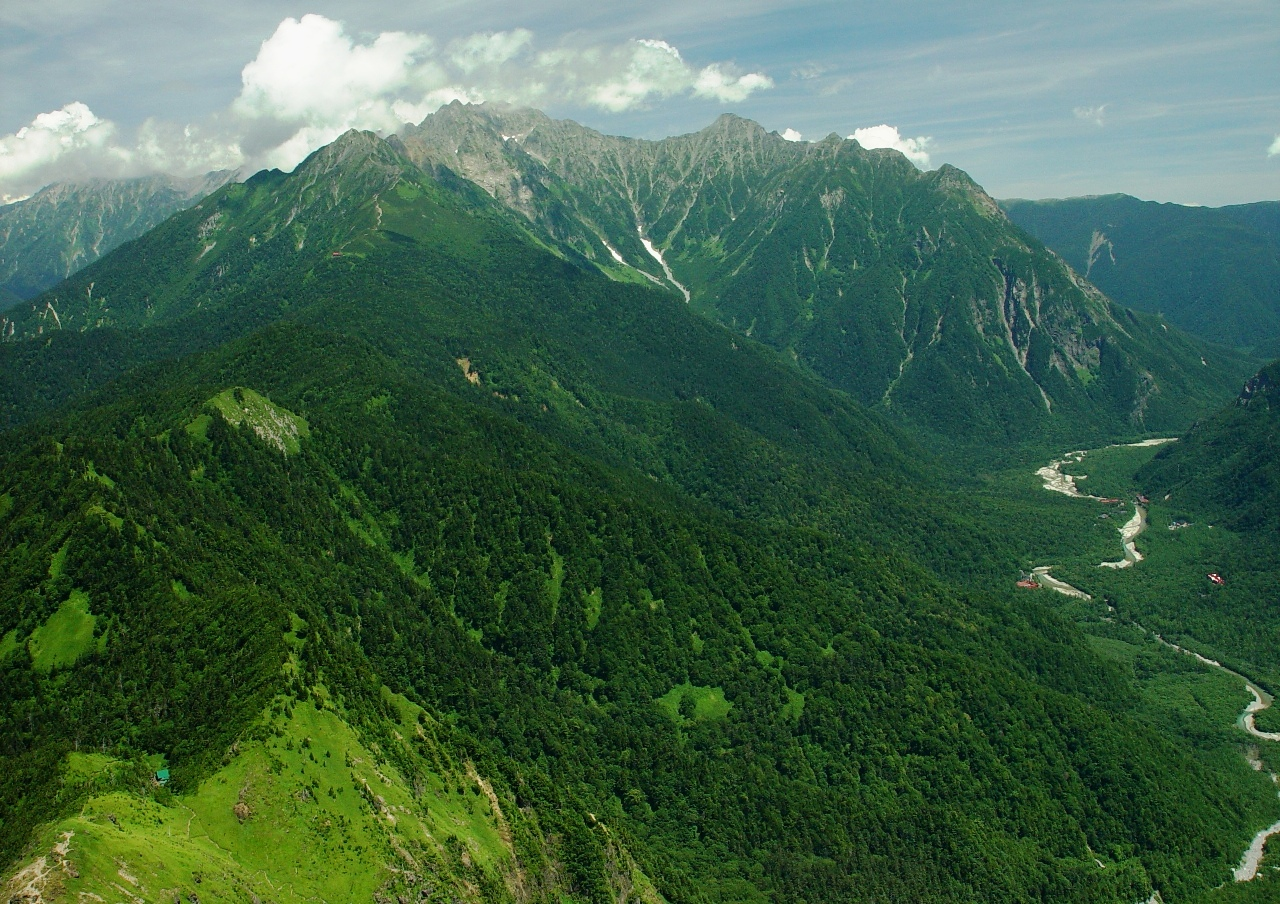
日本で三番目の高さの穂高岳

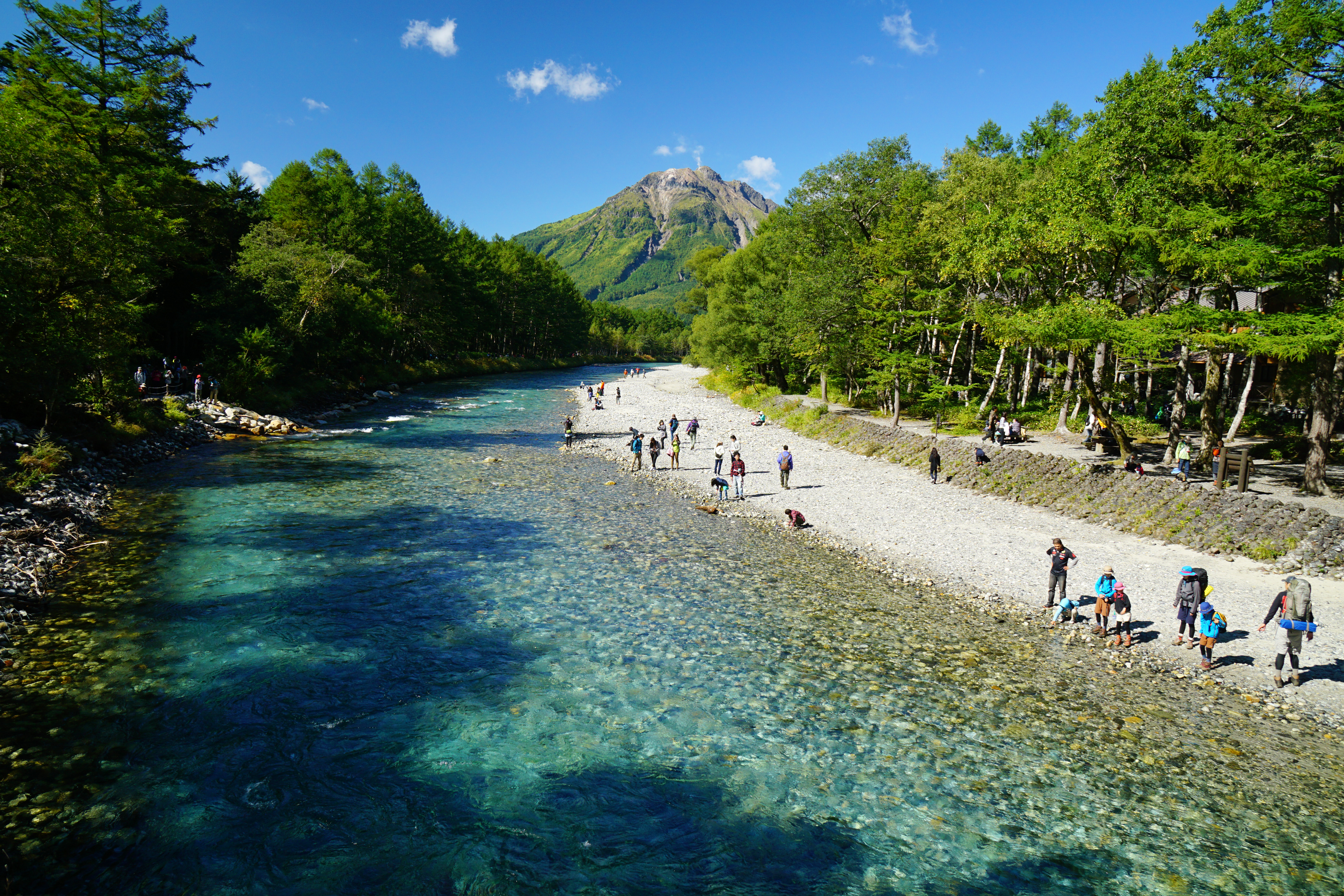
梓川と焼岳（上高地）

### 位置
松本市は、長野県の中央からやや西の所にあり、県庁所在地の長野市から南西へ75km、名古屋市から北東に190km、東京特別区から西北へ240kmに位置している。2005年の合併後の市域は、西の飛騨山脈（北アルプス、西山、3000m級）から、東の筑摩山地（美ヶ原、東山、2000m級）までと広大であり、長野県内では最も広い（全国の市では20位）。松本市街地（松本駅周辺など）は、2つの山脈（山地）の間にある松本盆地の中央部、複合扇状地上に位置する（標高約600m）。市域は5000万年前は海底にあった。
河川では、上高地方面から流れ出す梓川が市の西部を流れ、奈良井川が市を二分するように横断している。また、市街地には清流である女鳥羽川が横断している。女鳥羽川はもとは現在の大門沢川のルートを流れていたと考えられるが、江戸時代はじめに人工的に流路が変えられ今の姿になった。山では、合併に伴い日本百名山の山が多数松本市に編入され、岳都（学都、楽都とならび松本市のキーワードとなっている）の側面が強くなった。松本市には標高第3位の穂高岳や第5位の槍ヶ岳があるが、市街地からは手前の常念山脈に隠れて見えないため、市民には常念岳や美ヶ原のほうが親しまれている。中部山岳国立公園、八ヶ岳中信高原国定公園が市内にあり、前者には特別天然記念物のライチョウが生息する。また、景勝地の上高地も市内にある。
市内には多数の扇状地が形成されている。また、松本市はフォッサマグナの上にあり、松本盆地東縁に沿う糸魚川静岡構造線が旧市街地の西側を通っている。市内南部の牛伏寺断層も糸魚川静岡構造線を構成する断層の1つとされ、30年以内のマグニチュード6.5以上の地震発生確率が25.21%と全国で最も高い活断層として地震関連のテレビ番組などでもよく紹介されている。2011年6月30日午前8時16分ごろ、長野県中部を中心とする強い地震が発生し、同市で震度5強を、山形村で震度4を観測した。また、国宝松本城に小さなひびが入るなどの被害が出た。
森林面積は74,000haで、市域全体の約81%を占める。

### 地形

#### 山岳
代表的な山には標高を掲載した。
主な山
- 穂高岳（3190m=全国3位）、槍ヶ岳 (3180m=全国5位)、乗鞍岳 (3026m)、大天井岳 (2922m)、常念岳 (2857m)、大滝山、焼岳、霞沢岳、美ヶ原、三才山

#### 河川
主な川
- 梓川、犀川、女鳥羽川、奈良井川、田川、薄川、牛伏川、鎖川、大門沢川、湯川、宮入川、保福寺川

#### 湖沼
主な湖
美鈴湖
主な池
- 大正池

主なダム湖
- 稲核ダム
- 奈川渡ダム
- 水殿ダム
- 水上ダム

#### 高原
- 美ヶ原
- 乗鞍高原

#### 自然公園
- 中部山岳国立公園、八ヶ岳中信高原国定公園

### 気候
ケッペンの気候区分では、平野部の温暖湿潤気候 (Cfa)と山岳部の亜寒帯湿潤気候 (Df)に分かれる。平野部では降水量が少なく日照時間が長い。上高地や乗鞍高原、美ヶ原などの山岳地帯は平野部に比較して若干降水量が多く、その分日照時間は短くなる。上高地などの安曇地区は松本盆地とは異なる日本海側気候で、冬季の降雪量が多いこともあり豪雪地帯に指定されている。
松本市中心部では、気温は年較差、日較差とも大きく、降水量は少ないという典型的な中央高地式気候の様相を呈することから、かつて存在した松本測候所は、同気候の代表として直達日射観測も行っていた。また多くの学校教材で、松本は中央高地式気候の都市例として取り上げられている。
天気予報区分
市全体が長野県中部（単に中部と呼ばれる）に入り、その下位区分においては旧松本市・四賀・梓川地区は松本地域に、安曇・奈川地区は乗鞍・上高地地域に属する。
松本市（中央高原型 (5d) ）の月平均気温・降水量（1991年 - 2020年）
- 標高 610m（松本特別地域気象観測所：松本市沢村）
- 北緯36度15分 東経137度58分

| 松本市沢村（松本特別地域気象観測所、標高610m）の気候    | 松本市沢村（松本特別地域気象観測所、標高610m）の気候 | 松本市沢村（松本特別地域気象観測所、標高610m）の気候 | 松本市沢村（松本特別地域気象観測所、標高610m）の気候 | 松本市沢村（松本特別地域気象観測所、標高610m）の気候 | 松本市沢村（松本特別地域気象観測所、標高610m）の気候 | 松本市沢村（松本特別地域気象観測所、標高610m）の気候 | 松本市沢村（松本特別地域気象観測所、標高610m）の気候 | 松本市沢村（松本特別地域気象観測所、標高610m）の気候 | 松本市沢村（松本特別地域気象観測所、標高610m）の気候 | 松本市沢村（松本特別地域気象観測所、標高610m）の気候 | 松本市沢村（松本特別地域気象観測所、標高610m）の気候 | 松本市沢村（松本特別地域気象観測所、標高610m）の気候 | 松本市沢村（松本特別地域気象観測所、標高610m）の気候 |
| 月                                                      | 1月                                                  | 2月                                                  | 3月                                                  | 4月                                                  | 5月                                                  | 6月                                                  | 7月                                                  | 8月                                                  | 9月                                                  | 10月                                                 | 11月                                                 | 12月                                                 | 年                                                   |
| ------------------------------------------------------- | ---------------------------------------------------- | ---------------------------------------------------- | ---------------------------------------------------- | ---------------------------------------------------- | ---------------------------------------------------- | ---------------------------------------------------- | ---------------------------------------------------- | ---------------------------------------------------- | ---------------------------------------------------- | ---------------------------------------------------- | ---------------------------------------------------- | ---------------------------------------------------- | ---------------------------------------------------- |
| 最高気温記録 °C （°F）                                  | 18.8 (65.8)                                          | 21.1 (70)                                            | 25.9 (78.6)                                          | 30.9 (87.6)                                          | 33.6 (92.5)                                          | 37.1 (98.8)                                          | 37.9 (100.2)                                         | 38.5 (101.3)                                         | 36.1 (97)                                            | 31.8 (89.2)                                          | 26.3 (79.3)                                          | 21.5 (70.7)                                          | 38.5 (101.3)                                         |
| 平均最高気温 °C （°F）                                  | 5.1 (41.2)                                           | 6.6 (43.9)                                           | 11.2 (52.2)                                          | 17.9 (64.2)                                          | 23.6 (74.5)                                          | 26.4 (79.5)                                          | 30.0 (86)                                            | 31.4 (88.5)                                          | 26.2 (79.2)                                          | 19.8 (67.6)                                          | 13.9 (57)                                            | 8.0 (46.4)                                           | 18.4 (65.1)                                          |
| 日平均気温 °C （°F）                                    | −0.3 (31.5)                                          | 0.6 (33.1)                                           | 4.6 (40.3)                                           | 10.8 (51.4)                                          | 16.5 (61.7)                                          | 20.2 (68.4)                                          | 24.2 (75.6)                                          | 25.1 (77.2)                                          | 20.4 (68.7)                                          | 13.9 (57)                                            | 7.8 (46)                                             | 2.5 (36.5)                                           | 12.2 (54)                                            |
| 平均最低気温 °C （°F）                                  | −4.9 (23.2)                                          | −4.5 (23.9)                                          | −1.0 (30.2)                                          | 4.4 (39.9)                                           | 10.4 (50.7)                                          | 15.4 (59.7)                                          | 19.8 (67.6)                                          | 20.5 (68.9)                                          | 16.2 (61.2)                                          | 9.2 (48.6)                                           | 2.6 (36.7)                                           | −2.2 (28)                                            | 7.2 (45)                                             |
| 最低気温記録 °C （°F）                                  | −24.8 (−12.6)                                        | −20.4 (−4.7)                                         | −17.9 (−0.2)                                         | −10.1 (13.8)                                         | −2.7 (27.1)                                          | 2.3 (36.1)                                           | 10.2 (50.4)                                          | 8.0 (46.4)                                           | 3.0 (37.4)                                           | −3.6 (25.5)                                          | −8.4 (16.9)                                          | −19.2 (−2.6)                                         | −24.8 (−12.6)                                        |
| 降水量 mm （inch）                                      | 39.8 (1.567)                                         | 38.5 (1.516)                                         | 78.0 (3.071)                                         | 81.1 (3.193)                                         | 94.5 (3.72)                                          | 114.9 (4.524)                                        | 131.3 (5.169)                                        | 101.6 (4)                                            | 148.0 (5.827)                                        | 128.3 (5.051)                                        | 56.3 (2.217)                                         | 32.7 (1.287)                                         | 1,045.1 (41.146)                                     |
| 降雪量 cm （inch）                                      | 33 (13)                                              | 22 (8.7)                                             | 12 (4.7)                                             | 1 (0.4)                                              | 0 (0)                                                | 0 (0)                                                | 0 (0)                                                | 0 (0)                                                | 0 (0)                                                | 0 (0)                                                | 0 (0)                                                | 8 (3.1)                                              | 76 (29.9)                                            |
| 平均降水日数 （≥0.5 mm）                                | 6.0                                                  | 6.1                                                  | 9.0                                                  | 9.1                                                  | 9.1                                                  | 11.3                                                 | 13.0                                                 | 10.3                                                 | 10.6                                                 | 9.2                                                  | 6.5                                                  | 6.6                                                  | 106.9                                                |
| % 湿度                                                  | 67                                                   | 64                                                   | 62                                                   | 58                                                   | 60                                                   | 69                                                   | 71                                                   | 70                                                   | 74                                                   | 75                                                   | 71                                                   | 69                                                   | 68                                                   |
| 平均月間日照時間                                        | 172.5                                                | 171.2                                                | 190.9                                                | 204.8                                                | 215.6                                                | 166.3                                                | 174.8                                                | 202.9                                                | 151.0                                                | 160.9                                                | 163.0                                                | 160.9                                                | 2,134.7                                              |
| 出典：気象庁 (平均値：1991年-2020年、極値：1898年-現在) |                                                      |                                                      |                                                      |                                                      |                                                      |                                                      |                                                      |                                                      |                                                      |                                                      |                                                      |                                                      |                                                      |

| 松本（旧松本測候所）1961 - 1990年平均の気候 | 松本（旧松本測候所）1961 - 1990年平均の気候 | 松本（旧松本測候所）1961 - 1990年平均の気候 | 松本（旧松本測候所）1961 - 1990年平均の気候 | 松本（旧松本測候所）1961 - 1990年平均の気候 | 松本（旧松本測候所）1961 - 1990年平均の気候 | 松本（旧松本測候所）1961 - 1990年平均の気候 | 松本（旧松本測候所）1961 - 1990年平均の気候 | 松本（旧松本測候所）1961 - 1990年平均の気候 | 松本（旧松本測候所）1961 - 1990年平均の気候 | 松本（旧松本測候所）1961 - 1990年平均の気候 | 松本（旧松本測候所）1961 - 1990年平均の気候 | 松本（旧松本測候所）1961 - 1990年平均の気候 | 松本（旧松本測候所）1961 - 1990年平均の気候 |
| 月                                          | 1月                                         | 2月                                         | 3月                                         | 4月                                         | 5月                                         | 6月                                         | 7月                                         | 8月                                         | 9月                                         | 10月                                        | 11月                                        | 12月                                        | 年                                          |
| ------------------------------------------- | ------------------------------------------- | ------------------------------------------- | ------------------------------------------- | ------------------------------------------- | ------------------------------------------- | ------------------------------------------- | ------------------------------------------- | ------------------------------------------- | ------------------------------------------- | ------------------------------------------- | ------------------------------------------- | ------------------------------------------- | ------------------------------------------- |
| 平均最高気温 °C （°F）                      | 4.6 (40.3)                                  | 5.4 (41.7)                                  | 9.6 (49.3)                                  | 17.6 (63.7)                                 | 22.7 (72.9)                                 | 25.1 (77.2)                                 | 28.8 (83.8)                                 | 30.4 (86.7)                                 | 24.9 (76.8)                                 | 18.6 (65.5)                                 | 13.2 (55.8)                                 | 7.6 (45.7)                                  | 17.4 (63.3)                                 |
| 日平均気温 °C （°F）                        | −1.0 (30.2)                                 | −0.5 (31.1)                                 | 3.0 (37.4)                                  | 10.4 (50.7)                                 | 15.6 (60.1)                                 | 19.3 (66.7)                                 | 23.1 (73.6)                                 | 24.1 (75.4)                                 | 19.3 (66.7)                                 | 12.3 (54.1)                                 | 6.8 (44.2)                                  | 1.8 (35.2)                                  | 11.2 (52.2)                                 |
| 平均最低気温 °C （°F）                      | −6.1 (21)                                   | −5.7 (21.7)                                 | −2.6 (27.3)                                 | 4.0 (39.2)                                  | 9.2 (48.6)                                  | 14.4 (57.9)                                 | 18.8 (65.8)                                 | 19.5 (67.1)                                 | 15.1 (59.2)                                 | 7.4 (45.3)                                  | 1.3 (34.3)                                  | −3.4 (25.9)                                 | 6.0 (42.8)                                  |
| 出典：理科年表                              |                                             |                                             |                                             |                                             |                                             |                                             |                                             |                                             |                                             |                                             |                                             |                                             |                                             |

松本今井（松本空港）の月平均気温・降水量(2003年 - 2020年平均)
- 標高 658m（松本市大字空港東）
- 北緯36度10.0分 東経137度55.3分

| 松本今井（松本空港）の気候 | 松本今井（松本空港）の気候 | 松本今井（松本空港）の気候 | 松本今井（松本空港）の気候 | 松本今井（松本空港）の気候 | 松本今井（松本空港）の気候 | 松本今井（松本空港）の気候 | 松本今井（松本空港）の気候 | 松本今井（松本空港）の気候 | 松本今井（松本空港）の気候 | 松本今井（松本空港）の気候 | 松本今井（松本空港）の気候 | 松本今井（松本空港）の気候 | 松本今井（松本空港）の気候 |
| 月                         | 1月                        | 2月                        | 3月                        | 4月                        | 5月                        | 6月                        | 7月                        | 8月                        | 9月                        | 10月                       | 11月                       | 12月                       | 年                         |
| -------------------------- | -------------------------- | -------------------------- | -------------------------- | -------------------------- | -------------------------- | -------------------------- | -------------------------- | -------------------------- | -------------------------- | -------------------------- | -------------------------- | -------------------------- | -------------------------- |
| 最高気温記録 °C （°F）     | 15.5 (59.9)                | 19.2 (66.6)                | 24.5 (76.1)                | 29.0 (84.2)                | 32.2 (90)                  | 35.9 (96.6)                | 35.7 (96.3)                | 36.6 (97.9)                | 35.2 (95.4)                | 29.6 (85.3)                | 26.0 (78.8)                | 20.0 (68)                  | 36.6 (97.9)                |
| 平均最高気温 °C （°F）     | 4.0 (39.2)                 | 5.9 (42.6)                 | 10.5 (50.9)                | 16.9 (62.4)                | 22.6 (72.7)                | 25.7 (78.3)                | 28.7 (83.7)                | 30.5 (86.9)                | 25.6 (78.1)                | 19.0 (66.2)                | 13.1 (55.6)                | 7.2 (45)                   | 17.5 (63.5)                |
| 日平均気温 °C （°F）       | −1.4 (29.5)                | 0.0 (32)                   | 3.9 (39)                   | 9.8 (49.6)                 | 15.7 (60.3)                | 19.6 (67.3)                | 23.2 (73.8)                | 24.3 (75.7)                | 19.9 (67.8)                | 13.4 (56.1)                | 7.1 (44.8)                 | 1.7 (35.1)                 | 11.5 (52.7)                |
| 平均最低気温 °C （°F）     | −7.3 (18.9)                | −6.1 (21)                  | −2.5 (27.5)                | 2.7 (36.9)                 | 8.8 (47.8)                 | 14.2 (57.6)                | 18.9 (66)                  | 19.6 (67.3)                | 15.3 (59.5)                | 8.2 (46.8)                 | 1.3 (34.3)                 | −4.0 (24.8)                | 5.8 (42.4)                 |
| 最低気温記録 °C （°F）     | −17.2 (1)                  | −17.9 (−0.2)               | −11.9 (10.6)               | −8.8 (16.2)                | −2.4 (27.7)                | 3.2 (37.8)                 | 11.9 (53.4)                | 9.8 (49.6)                 | 4.5 (40.1)                 | −3.2 (26.2)                | −9.2 (15.4)                | −13.7 (7.3)                | −17.9 (−0.2)               |
| 降水量 mm （inch）         | 34.6 (1.362)               | 41.2 (1.622)               | 79.8 (3.142)               | 90.6 (3.567)               | 103.0 (4.055)              | 113.9 (4.484)              | 147.4 (5.803)              | 98.3 (3.87)                | 143.2 (5.638)              | 151.0 (5.945)              | 59.7 (2.35)                | 39.6 (1.559)               | 1,102.2 (43.394)           |
| 出典：気象庁               |                            |                            |                            |                            |                            |                            |                            |                            |                            |                            |                            |                            |                            |

奈川の月平均気温・降水量(1991年 - 2020年平均)
- 標高 1068m（松本市奈川）
- 北緯36度05.3分 東経137度41.0分

| 奈川（1991年 - 2020年）の気候      | 奈川（1991年 - 2020年）の気候 | 奈川（1991年 - 2020年）の気候 | 奈川（1991年 - 2020年）の気候 | 奈川（1991年 - 2020年）の気候 | 奈川（1991年 - 2020年）の気候 | 奈川（1991年 - 2020年）の気候 | 奈川（1991年 - 2020年）の気候 | 奈川（1991年 - 2020年）の気候 | 奈川（1991年 - 2020年）の気候 | 奈川（1991年 - 2020年）の気候 | 奈川（1991年 - 2020年）の気候 | 奈川（1991年 - 2020年）の気候 | 奈川（1991年 - 2020年）の気候 |
| 月                                 | 1月                           | 2月                           | 3月                           | 4月                           | 5月                           | 6月                           | 7月                           | 8月                           | 9月                           | 10月                          | 11月                          | 12月                          | 年                            |
| ---------------------------------- | ----------------------------- | ----------------------------- | ----------------------------- | ----------------------------- | ----------------------------- | ----------------------------- | ----------------------------- | ----------------------------- | ----------------------------- | ----------------------------- | ----------------------------- | ----------------------------- | ----------------------------- |
| 最高気温記録 °C （°F）             | 12.4 (54.3)                   | 16.5 (61.7)                   | 22.4 (72.3)                   | 27.6 (81.7)                   | 30.1 (86.2)                   | 32.7 (90.9)                   | 33.8 (92.8)                   | 34.4 (93.9)                   | 32.3 (90.1)                   | 27.5 (81.5)                   | 23.3 (73.9)                   | 17.3 (63.1)                   | 34.4 (93.9)                   |
| 平均最高気温 °C （°F）             | 1.6 (34.9)                    | 2.9 (37.2)                    | 7.2 (45)                      | 14.2 (57.6)                   | 19.9 (67.8)                   | 22.8 (73)                     | 26.3 (79.3)                   | 27.5 (81.5)                   | 22.9 (73.2)                   | 17.1 (62.8)                   | 11.2 (52.2)                   | 4.7 (40.5)                    | 14.9 (58.8)                   |
| 日平均気温 °C （°F）               | −3.5 (25.7)                   | −2.9 (26.8)                   | 1.0 (33.8)                    | 7.0 (44.6)                    | 12.5 (54.5)                   | 16.3 (61.3)                   | 20.1 (68.2)                   | 20.7 (69.3)                   | 16.5 (61.7)                   | 10.2 (50.4)                   | 4.6 (40.3)                    | −0.6 (30.9)                   | 8.5 (47.3)                    |
| 平均最低気温 °C （°F）             | −8.9 (16)                     | −9.0 (15.8)                   | −4.9 (23.2)                   | 0.2 (32.4)                    | 5.4 (41.7)                    | 10.8 (51.4)                   | 15.3 (59.5)                   | 15.8 (60.4)                   | 11.8 (53.2)                   | 4.9 (40.8)                    | −0.9 (30.4)                   | −5.6 (21.9)                   | 2.9 (37.2)                    |
| 最低気温記録 °C （°F）             | −20.4 (−4.7)                  | −20.9 (−5.6)                  | −17.4 (0.7)                   | −13.0 (8.6)                   | −4.5 (23.9)                   | 0.3 (32.5)                    | 6.6 (43.9)                    | 6.2 (43.2)                    | −1.3 (29.7)                   | −5.7 (21.7)                   | −11.6 (11.1)                  | −17.8 (0)                     | −20.9 (−5.6)                  |
| 降水量 mm （inch）                 | 81.4 (3.205)                  | 92.7 (3.65)                   | 149.9 (5.902)                 | 151.6 (5.969)                 | 180.2 (7.094)                 | 221.3 (8.713)                 | 272.0 (10.709)                | 162.5 (6.398)                 | 242.6 (9.551)                 | 188.0 (7.402)                 | 119.7 (4.713)                 | 84.9 (3.343)                  | 1,946.8 (76.646)              |
| 平均降水日数 （≥1.0 mm）           | 11.6                          | 10.6                          | 12.6                          | 12.0                          | 12.2                          | 14.2                          | 16.3                          | 12.2                          | 12.6                          | 11.1                          | 10.0                          | 12.2                          | 147.5                         |
| 平均月間日照時間                   | 108.7                         | 127.1                         | 157.4                         | 174.9                         | 195.6                         | 148.4                         | 152.0                         | 176.8                         | 140.6                         | 147.9                         | 125.7                         | 105.1                         | 1,759.5                       |
| 出典1：Japan Meteorological Agency |                               |                               |                               |                               |                               |                               |                               |                               |                               |                               |                               |                               |                               |
| 出典2：気象庁                      |                               |                               |                               |                               |                               |                               |                               |                               |                               |                               |                               |                               |                               |

冬季
好天の日が多いものの寒さは厳しく、市街地でも放射冷却現象の影響で零下10度以下まで冷え込むことがあるなど、冬日は多い。ただし、日中の気温が5度程度まで上がる日が多いため、真冬日はそれほど多くない。冬型の気圧配置時は、風上に位置する飛騨山脈が雪雲を遮るため、豪雪地帯の安曇地区を除いて降雪はほとんど見られず、積雪したとしても数センチ程度である。ただし、日本の南岸を低気圧が通過する際には一定量の降雪ならびに積雪を見ることもあり、これを「上雪（かみゆき）」と称する。当地での積雪の大半はこの南岸低気圧に由来し、上雪の際には日本海の影響を受け比較的雪が多い長野県北部地方と、降雪量が逆転することがある。
夏季
輻射熱の影響を受けることもあり、日中は気温が高くなるものの夜間は下がるため、熱帯夜を観測することは極めて稀である。海洋の影響を受けにくいこともあって残暑も短く、秋の訪れは早い。寒候期同様に暖候期も好天の日が多く、結果として日照時間は日本国内の観測点でもトップクラスに位置するほどに長くなる。
風水害
松本盆地は山に囲まれており、日中でも風速7 - 8m/s程度の風が吹くことがある。このうち西側に位置する飛騨山脈から吹いてくる風をアルプス颪（おろし）と呼ぶ。いっぽうで台風に関しては、地形的な特性から風勢が抑えられることが多く、風による被害を受けることは多くない。ただし降水については被害を受けることもあり、中でも1959年の台風7号は大きな被害をもたらした。市中心部を流れる女鳥羽川、薄川は有史以来たびたび氾濫し、市中心部を幾度も浸水させている。
松本市で観測した極値は、最高気温が38.5℃ （1942年8月2日）、最低気温が-24.8℃ （1900年1月27日）、最大の1日の降水量が155.9mm （1911年8月4日）、最深積雪が78cm （1946年3月3日）。
猛暑日日数最多年は1994年の22日、熱帯夜日数最多年は2022年の3日。なお、松本市内で猛暑日なしの年は2016年が最後である。

### 地域
市の中心市街地活性化基本計画において松本駅を中心とした商業地約190haが中心市街地として捉えられている。
代表的なエリアは、花時計公園を核に若者向けの店や飲食店の立ち並ぶ中央一丁目（伊勢町など）、大型店を中心に同じく若者向けのスポットの集まる深志一丁目（松本駅前）、縄手通りがあり銀行支店などのオフィスが集まる大手三丁目（大名町など）、再開発により近代的な商店街の立ち並ぶ中央二丁目（本町など）、松本城や市役所のある丸の内などが該当する。
町丁名および大字名
| 本庁管内（昭和の大合併以前の市域で、旧市とも呼称される）                                         |                                                                                                | | |
| - 県 - 旭 - 蟻ケ崎 - 蟻ケ崎台 - 井川城 - 石芝 - 出川 - 出川町 - 埋橋 - 大手 - 開智 - 鎌田 - 神田 | - 北深志 - 桐 - 笹部 - 沢村 - 清水 - 城西 - 城東 - 庄内 - 城山 - 白板 - 新橋 - 征矢野 - 高宮北 | - 高宮中 - 高宮西 - 高宮東 - 高宮南 - 中央 - 筑摩 - 中条 - 渚 - 並柳 - 巾上 - 深志 - 双葉 - 本庄             | - 丸の内 - 美須々 - 南原 - 南松本 - 宮田 - 宮渕 - 宮渕本村 - 女鳥羽 - 元町 - 芳野 - 両島 - 大字蟻ケ崎 - 大字宮渕       |
| 14出張所管内（昭和の大合併によって編入された市域）                                               |                                                                                                | | |
| - 中山台 - 野溝木工 - 野溝西 - 野溝東 - 市場 - 平田東 - 平田西 - 村井町北 - 村井町南             | - 村井町西 - 小屋南 - 小屋北 - 寿台 - 寿北 - 寿中 - 寿南 - 大字島内 - 大字中山                 | - 大字島立 - 大字新村 - 大字和田 - 大字神林 - 大字笹賀 - 大字空港東 - 大字寿小赤 - 大字寿白瀬淵 - 大字寿豊丘 | - 大字松原 - 大字岡田町 - 大字岡田伊深 - 大字岡田下岡田 - 大字岡田松岡 - 大字入山辺 - 大字里山辺 - 大字今井 - 大字内田 |
| 本郷支所管内                                                                                     |                                                                                                | | |
| - 浅間温泉 - 横田 - 大字浅間温泉                                                                 | - 大字三才山 - 大字稲倉 - 大字洞                                                               | - 大字原 - 大字水汲 - 大字大村                                                                               | - 大字南浅間 - 大字惣社                                                                                                |
| 四賀支所管内                                                                                     |                                                                                                | | |
| - 反町 - 刈谷原町 - 七嵐 - 赤怒田                                                                | - 殿野入 - 金山町 - 保福寺町 - 中川                                                            | - 穴沢 - 取出 - 板場 - 会田                                                                                  | - 五常 |
| 安曇支所管内                                                                                     |                                                                                                | | |
| - 安曇                                                                                           |                                                                                                | | |
| 奈川支所管内                                                                                     |                                                                                                | | |
| - 奈川                                                                                           |                                                                                                | | |
| 梓川支所管内                                                                                     |                                                                                                | | |
| - 梓川上野                                                                                       | - 梓川梓                                                                                       | - 梓川倭 | |
| 波田支所管内                                                                                     |                                                                                                | | |
| - 波田                                                                                           |                                                                                                | | |

住居表示などで公称からは廃止された旧町名や小字が、現在も便宜的に使用されているが、小字名の一部や不動産地番は今でも不動産登記や本籍などにおいては正式な住所である。
四賀・梓川・安曇・奈川・波田地区以外で大字がつかない町丁は全て住居表示地区。

### 人口
- 人口規模は長野市に次いで県内第二位。
- 平成の大合併により山間の村と合併したため、人口密度が大幅に低下した（合併前：県内2位→合併後：県内21位）。
- DID人口比は60.2%（2015年国勢調査）。

年齢構成
| |                                        |  |
| 松本市と全国の年齢別人口分布（2005年） | 松本市の年齢・男女別人口分布（2005年） |  |
| ■紫色 ― 松本市 ■緑色 ― 日本全国 | ■青色 ― 男性 ■赤色 ― 女性              |  |
| 松本市（に相当する地域）の人口の推移 \| 1970年（昭和45年） \| 203,571人 \| \| \| 1975年（昭和50年） \| 214,608人 \| \| \| 1980年（昭和55年） \| 223,496人 \| \| \| 1985年（昭和60年） \| 229,917人 \| \| \| 1990年（平成2年） \| 233,756人 \| \| \| 1995年（平成7年） \| 239,539人 \| \| \| 2000年（平成12年） \| 243,465人 \| \| \| 2005年（平成17年） \| 242,541人 \| \| \| 2010年（平成22年） \| 243,037人 \| \| \| 2015年（平成27年） \| 243,293人 \| \| \| 2020年（令和2年） \| 241,145人 \| \| |                                        |  |
| 総務省統計局 国勢調査より |                                        |  |
| 1970年（昭和45年） | 203,571人                              |  |
| 1975年（昭和50年） | 214,608人                              |  |
| 1980年（昭和55年） | 223,496人                              |  |
| 1985年（昭和60年） | 229,917人                              |  |
| 1990年（平成2年） | 233,756人                              |  |
| 1995年（平成7年） | 239,539人                              |  |
| 2000年（平成12年） | 243,465人                              |  |
| 2005年（平成17年） | 242,541人                              |  |
| 2010年（平成22年） | 243,037人                              |  |
| 2015年（平成27年） | 243,293人                              |  |
| 2020年（令和2年） | 241,145人                              |  |

松本市の年齢5歳階級別人口
2020年国勢調査による人口統計

総計（単位：人）
| 年齢      | 人口   |
| --------- | ------ |
| 0 - 4歳   | 9,026  |
| 5 - 9     | 10,143 |
| 10 - 14   | 10,938 |
| 15 - 19   | 12,092 |
| 20 - 24   | 11,087 |
| 25 - 29   | 11,158 |
| 30 - 34   | 11,796 |
| 35 - 39   | 13,493 |
| 40 - 44   | 16,191 |
| 45 - 49   | 18,973 |
| 50 - 54   | 16,745 |
| 55 - 59   | 14,477 |
| 60 - 64   | 13,116 |
| 65 - 69   | 13,840 |
| 70 - 74   | 16,010 |
| 75 - 79   | 12,893 |
| 80 - 84   | 10,282 |
| 85 - 89   | 7,866  |
| 90 - 94   | 4,268  |
| 95 - 99   | 1,282  |
| 100歳以上 | 206    |
| 年齢不詳  | 5,263  |

松本市の年齢5歳階級別人口

2020年国勢調査による人口統計

男女別（単位：人）
| 男    | 年齢      | 女    |
| ----- | --------- | ----- |
| 4,529 | 0 - 4歳   | 4,497 |
| 5,308 | 5 - 9     | 4,835 |
| 5,670 | 10 - 14   | 5,268 |
| 6,557 | 15 - 19   | 5,535 |
| 5,854 | 20 - 24   | 5,233 |
| 5,884 | 25 - 29   | 5,274 |
| 6,000 | 30 - 34   | 5,796 |
| 6,850 | 35 - 39   | 6,643 |
| 8,086 | 40 - 44   | 8,105 |
| 9,775 | 45 - 49   | 9,198 |
| 8,519 | 50 - 54   | 8,226 |
| 7,259 | 55 - 59   | 7,218 |
| 6,463 | 60 - 64   | 6,653 |
| 6,713 | 65 - 69   | 7,127 |
| 7,576 | 70 - 74   | 8,434 |
| 5,752 | 75 - 79   | 7,141 |
| 4,315 | 80 - 84   | 5,967 |
| 2,908 | 85 - 89   | 4,958 |
| 1,233 | 90 - 94   | 3,035 |
| 285   | 95 - 99   | 997   |
| 24    | 100歳以上 | 182   |
| 2,711 | 年齢不詳  | 2,552 |

人口推移
松本市の人口推移
（単位：人）5年おきの人口は太字になっている（近代の人口のはじめである1898年についても同様）。
| 年       | 人口                                    |
| -------- | --------------------------------------- |
| 江戸時代 | 2万弱（町人:12,000、武家人:7,000超）    |
| 1898年   | 30,743                                  |
| 1900年   | 37,593                                  |
| 1905年   | 34,121                                  |
| 1907年   | 31,866（市制施行）                      |
| 1910年   | 35,225                                  |
| 1915年   | 41,233                                  |
| 1920年   | 49,607                                  |
| 1925年   | 63,427（松本村を編入）                  |
| 1930年   | 72,165                                  |
| 1935年   | 73,353                                  |
| 1940年   | 72,793                                  |
| 1943年   | 74,010（中山村神田区を編入）            |
| 1945年   | 76,532                                  |
| 1950年   | 86,005                                  |
| 1954年   | 141,734（島内村他12か村を編入）         |
| 1955年   | 145,228                                 |
| 1960年   | 148,709（塩尻市内田、同市崖の湯を編入） |
| 1965年   | 154,131                                 |
| 1970年   | 162,931                                 |
| 1974年   | 183,761（本郷村を編入）                 |
| 1975年   | 185,577                                 |
| 1980年   | 190,056                                 |
| 1982年   | 194,204（塩尻市洗馬の一部を編入）       |
| 1985年   | 194,204                                 |
| 1990年   | 199,453                                 |
| 1995年   | 205,523                                 |
| 2000年   | 208,970                                 |
| 2005年   | 228,805（梓川村他3か村を編入）          |
| 2010年   | 242,541（波田町を編入）                 |
| 2015年   | 243,293                                 |
| 2020年   | 241,145                                 |

### 都市圏
2020年国勢調査での昼夜間人口比率は105.8%で、周辺自治体から流入超過となっているが、年々減少傾向にある。
松本市の都市圏はさまざまな定義があるが、主だったものとしては松本都市雇用圏（都市雇用圏）、松本市都市圏（国土交通省）、松本地域（松本地域振興局）などがある。圏内には上高地や安曇野など 全国的に有名な観光地があり、果樹栽培などの農業のほか精密機器などの工業も非常に発達している。

### 隣接自治体
新松本市は、市域が広いため14市町村が隣接している。
- 塩尻市、安曇野市、山形村、朝日村とは平地続きになっているため、非常に密接な関係にあり、特に塩尻市とは双子都市とも形容されるほどである。
- 山を隔てて隣接している岡谷市、下諏訪町を含む諏訪地域とは平地続きではないが塩尻市を経由する形で国道や鉄道が通っているため、松本市内に住み諏訪地域の学校や企業に通勤、通学する人もおり、やや密接な関係にある。
- 大町市、新高山市、上田市、筑北村、長和町、青木村とは山を隔てて境界の端同士で隣接しているが、これらの自治体と隣接していることは、市民の間で認知度がさほど高くない。大町市については一部が松本盆地にあり、平地続きになっている。そのため地理的に近く、安曇野市などを経由して往来しやすいために密接な関係にある。上田市とは国道254号を介して接続しており、上田地域・佐久地域と松本地域の重要な交通網となっている。
- 木祖村、木曽町とは山を隔てて隣接しているため、あまり密接な関係ではないが、塩尻市を経由する形で国道や鉄道が通っているため、往来は困難ではない。

隣接自治体との位置関係
| 北西: 安曇野市、大町市                     | 北: 東筑摩郡筑北村 | 北東: 上田市、小県郡青木村 |
| 西: 東筑摩郡山形村、岐阜県高山市           | 松本市（中心部）   | 東: 小県郡長和町           |
| 南西: 東筑摩郡朝日村、木曽郡木祖村、木曽町 | 南: 塩尻市、岡谷市 | 南東: 諏訪郡下諏訪町       |

## 歴史

### 松本市と長野市との対立関係
長野市と松本市は古くから仲が悪いと言われ、戦後は長野県を分割する議論も存在した。しかし、現在では人口減少が進む中で両都市の連携強化の動きも見られる。2008年に「長野・松本政経懇談会」が発足し、両市の市長と商工会議所会頭らが話し合う場も設けられた。
このような地域間の対立はサッカーにおいても反映され、松本市を本拠地とする松本山雅FCと長野市を本拠地とするAC長野パルセイロの対戦は信州ダービーとして大きな盛り上がりを見せる。
元長野県知事の田中康夫（後述の通り松本市育ち）は「長野県」ではなく「信州」と呼称していたが、理由は長野県より信州の方がイメージがよいためとしている。
余談だが、長野県内の自動車ディーラーも長野市と松本市で別個に置いているところがあり、営業エリアも棲み分けがなされていた。

## 行政

### 行政機構
二役
- 市長：臥雲義尚（がうん よしなお、2020年3月28日就任 2期目）
- 副市長：中野嘉勝、宮之本伸[10]

部局
- 総合戦略局
- 住民自治局
- 総務部
- 財政部
- 危機管理部
- 文化観光部
- 環境エネルギー部
- 健康福祉部
- こども部
- 産業振興部
- 建設部
- 会計管理者
- 上下水道局（地方公営企業）
- 病院局（地方公営企業）

行政委員会
- 教育委員会 - 教育長 - 事務局
- 選挙管理委員会
- 公平委員会
- 監査委員
- 農業委員会
- 固定資産評価審査委員会

### 庁舎
現市役所庁舎の老朽化により、2025年度の供用開始を目標として、本庁舎 (昭和34年)と東庁舎 (昭和44年)の建て替えを発表している。
- 松本市役所
  - 本郷支所
  - 四賀支所
  - 安曇支所
  - 奈川支所
  - 梓川支所
  - 波田支所

### 広域行政
松本市は松本広域連合の構成員のひとつであり、救急・消防業務、地域開発などの業務を周辺市町村と共同で行っている。現時点では歴代広域連合長をいずれも当時の松本市長が務めている。
松本市、塩尻市、山形村、朝日村で構成する松塩地区広域施設組合では松本市島内にあるゴミ処理場や併設された温水プール・ラーラ松本を、また松本市山形村朝日村中学校組合では、朝日村内にある鉢盛中学校を、それぞれ共同で運営している。

### 政策
環境への取組み
第6回持続可能な地域社会をつくる日本の環境首都コンテストに参加。

## 議会

### 県議会
2021年長野県議会議員補欠選挙
- 選挙区：松本市・東筑摩郡選挙区
- 定数：2人
- 投票日：2021年10月31日
- 当日有権者数：214,076人
- 投票率：55.56％

| 候補者名   | 当落 | 年齢 | 所属党派 | 新旧別 | 得票数   |
| ---------- | ---- | ---- | -------- | ------ | -------- |
| 百瀬智之   | 当   | 38   | 無所属   | 元     | 33,608票 |
| 小林文     | 当   | 45   | 無所属   | 新     | 33,031票 |
| 青木崇     | 落   | 31   | 無所属   | 新     | 23,786票 |
| 下沢順一郎 | 落   | 62   | 無所属   | 元     | 22,973票 |

2019年長野県議会議員選挙
- 選挙区：松本市・東筑摩郡選挙区
- 定数：7人
- 投票日：2019年4月7日
- 当日有権者数：212,935人
- 投票率：43.93％

| 候補者名   | 当落 | 年齢 | 所属党派     | 新旧別 | 得票数   |
| ---------- | ---- | ---- | ------------ | ------ | -------- |
| 中川宏昌   | 当   | 48   | 公明党       | 現     | 14,121票 |
| 百瀬智之   | 当   | 36   | 無所属       | 現     | 12,647票 |
| 中川博司   | 当   | 60   | 無所属       | 元     | 12,341票 |
| 本郷一彦   | 当   | 72   | 自由民主党   | 現     | 11,957票 |
| 両角友成   | 当   | 66   | 日本共産党   | 現     | 11,630票 |
| 清沢英男   | 当   | 69   | 自由民主党   | 現     | 10,793票 |
| 萩原清     | 当   | 68   | 自由民主党   | 現     | 9,447票  |
| 下沢順一郎 | 落   | 59   | 国民民主党   | 現     | 7,337票  |
| 小金沢昭秀 | 落   | 62   | 日本維新の会 | 新     | 2,013票  |

### 衆議院
- 選挙区：長野2区（長野市の一部、松本市、大町市、安曇野市、東筑摩郡、北安曇郡、上水内郡）
- 任期：2024年10月27日 - 2028年10月26日
- 投票日：2024年10月27日
- 当日有権者数：376,072人
- 投票率：57.04％

| 当落 | 候補者名 | 年齢 | 所属党派     | 新旧別 | 得票数   | 重複 |
| ---- | -------- | ---- | ------------ | ------ | -------- | ---- |
| 当   | 下条みつ | 68   | 立憲民主党   | 前     | 98,664票 | ○    |
|      | 務台俊介 | 68   | 自由民主党   | 前     | 54,265票 | ○    |
|      | 手塚大輔 | 41   | 日本維新の会 | 新     | 50,961票 | ○    |

## 出先機関・施設
| 国家機関 法務省 長野地方法務局松本支局 松本少年刑務所 長野地方検察庁 松本支部 松本区検察庁 松本検察審査会 財務省 国税庁 関東信越国税局 松本税務署 厚生労働省 長野労働局 松本公共職業安定所 松本労働基準監督署 農林水産省 中部森林管理局 中信森林管理署 松本森林事務所 奈川森林事務所 大野川森林事務所 上高地治山事業所 | - 関東地方整備局長野国道事務所松本国道出張所 - 北陸地方整備局 - 松本砂防事務所 - 千曲川河川事務所松本出張所 - 東京航空局松本空港出張所 - 北陸信越運輸局長野運輸支局松本自動車検査登録所 - 長野地方気象台松本特別地域気象観測所 - 中部地方環境事務所 - 中部山岳国立公園管理事務所 - 上高地管理官事務所 自衛隊 - 陸上自衛隊 - 松本駐屯地 - 長野地方協力本部松本地域事務所 |

#### 裁判所
- 長野地方裁判所松本支部
- 長野家庭裁判所松本支部
- 松本簡易裁判所

#### 独立行政法人など
- 日本年金機構松本年金事務所（特殊法人）
- 自動車技術総合機構北陸信越検査部松本事務所（独立行政法人）
- 軽自動車検査協会長野事務所松本支所（特別民間法人）
- 日本下水道事業団関東・北陸総合事務所長野事務所（地方共同法人）

### 施設

#### 警察
警察署
- 長野県松本警察署

交番
- 松本市北部交番
- 松本市東部交番
- 松本市大手交番
- 松本市松本駅前交番
- 松本市島立交番
- 松本市高宮交番
- 松本市庄内交番
- 松本市惣社交番
- 松本市浅間温泉交番
- 松本市村井・寿交番
- 松本市空港北交番
- 松本市波田交番

#### 消防
松本広域消防局 - 丸の内消防署、芳川消防署、渚消防署、本郷消防署（松本地区）、梓川消防署（梓川・安曇・奈川地区）、明科消防署（四賀地区）、山形消防署（波田地区）
丸の内と芳川の2消防署時代は其々、北署・南署と称した（改築前の芳川消防署の備品には、南署と書かれた物も残る）。

#### 医療・福祉
医療圏別医師数
長野県の人口10万人当たりの医師数を2次医療圏別（県の地方事務所の管轄に同じ）に見ると松本が305.0、長野が186.6、上田小県が147.2、佐久222.9などとなっている。長野県内では松本以外いずれも全国平均の283.8を下回っており、松本医療圏が充実していることがうかがわれる。 ただし医師数が多いのは松本地区と梓川地区に集中しており、安曇地区、四賀地区、奈川地区ではそれぞれわずか1 - 2人しかいない。
主な病院
太字は三次医療機関
- 信州大学医学部附属病院
- 国立病院機構まつもと医療センター
- 松本市立病院（波田）
- 松本市国民健康保険会田病院
- 相澤病院
- 一之瀬脳神経外科病院
- 丸の内病院
- 城西病院
- 松本協立病院
- 上條記念病院
- 松南病院
- 松本中川病院
- 藤森病院
- 青雲会 倉田病院
- 松岡病院
- 村井病院

保健所
- 松本市保健所

介護保険等事業所
| - 特定施設入居者生活介護（有料老人ホームなど） - ウイズ村井 - エリシオン開智 - エールコート咲楽 - セントラル・ビオス - てまりケアハウスメディタウン - ケアハウスメディタウンアベニュー - 安寿の里のりくら - 地域密着型特定施設入居者生活介護（有料老人ホームなど） - サングリーン藤ヶ原 - エリシオン開智 - 里山辺の杜 - 軽費老人ホーム・ケアハウス - ケアハウス今井 - ケアハウスローズガーデン - ケアハウスなごみ松本 - ケア・あずさ - 介護老人保健施設 - 老人保健施設ローズガーデン - 介護老人保健施設寿の里 - 介護老人保健施設山望苑 - 介護老人保健施設つかまの里 - 介護老人保健施設のむぎ - 介護老人保健施設ハーモニー - 介護老人保健施設びおら - 城山介護老人保健施設 - 介護老人福祉施設 - うつくしの里 - 特別養護老人ホームヴァルデス・ルー - 真寿園 - 特別養護老人ホーム岡田の里 - ゆめの里和田 - 四賀福寿荘 - 介護老人福祉施設サルビア - ちくまの - やまびこの里 | - 認知症対応型共同生活介護指定事業者（グループホーム） - グループホームおかだ - グループホームサンライズ里山辺 - グループホームなごみ - グループホームハーモニー - グループホーム波田の家 - グループホームやすら木の家 - グループホームりんごの樹 - グループホームローズガーデン - ツクイ松本西ふれあいの家 - つりがね草 - ニチイのほほえみ松本寿 - ニチイのほほえみ松本筑摩 - ひだまりの里ささが - 夢ハウスおおくぼ - グループホームすみか - グループホームあずさ小町 - グループホーム稲穂 - グループホームサルビア |

#### 郵便局
集配郵便局
- 松本郵便局（ゆうちょ銀行直営店）
- 松本南郵便局（地域区分業務局）
- 会田郵便局

- 浅間温泉郵便局
- 梓川郵便局
- 今井郵便局

- 里山辺郵便局
- 波田郵便局

無集配郵便局
- 稲核郵便局
- 入山辺郵便局
- 岡田郵便局
- 片丘郵便局
- 上高地郵便局
- 神林郵便局
- 島内郵便局
- 島々郵便局
- 中山郵便局
- 奈川郵便局
- 新村郵便局

- 錦部郵便局
- 松本あいらんど郵便局
- 松本蟻ヶ崎郵便局
- 松本出川郵便局
- 松本埋橋郵便局
- 松本駅前郵便局
- 松本大手郵便局
- 松本北深志郵便局
- 松本清水郵便局
- 松本城西郵便局
- 松本城東郵便局

- 松本高宮郵便局
- 松本筑摩東郵便局
- 松本渚郵便局
- 松本巾上郵便局
- 松本本庄郵便局
- 松本村井郵便局
- 松本元原郵便局
- 南浅間郵便局
- 南松本駅前郵便局
- 倭郵便局
- 和田町郵便局

簡易郵便局
- 大久保簡易郵便局
- 北栗簡易郵便局
- 寿簡易郵便局
- 三溝簡易郵便局
- 島立簡易郵便局
- 下島簡易郵便局

- 兎川寺簡易郵便局
- 松本石芝簡易郵便局
- 松本笹部簡易郵便局
- 松本沢村簡易郵便局
- 松本並柳簡易郵便局
- 松本東方簡易郵便局

- 松本松岡簡易郵便局
- 松本松島簡易郵便局
- 松本宮渕簡易郵便局
- 松本流通団地簡易郵便局
- 横田簡易郵便局

#### 交流施設
公民館
- 中央公民館

対象地区を限定せず全市的事業を実施するほか、地区公民館の連絡調整を行う公民館。
- 地区公民館 中央公民館の附属施設として、社会教育法に基づく各地区を対象とした条例公民館が35館設置されている[14]。
  - 第一地区公民館
  - 第二地区公民館
  - 第三地区公民館
  - 東部公民館
  - 城北公民館
  - 大手公民館
  - 安原地区公民館
  - 城東公民館
  - 白板地区公民館
  - 田川公民館
  - 庄内地区公民館
  - 鎌田地区公民館
  - 松南地区公民館
  - 島内公民館
  - 中山公民館
  - 島立公民館
  - 新村公民館
  - 和田公民館
  - 神林公民館
  - 笹賀公民館
  - 芳川公民館
  - 寿公民館
  - 寿台公民館
  - 松原地区公民館
  - 岡田公民館
  - 入山辺公民館
  - 里山辺公民館
  - 今井公民館
  - 内田公民館
  - 本郷公民館
  - 四賀公民館
  - 安曇公民館
  - 奈川公民館
  - 梓川公民館
  - 波田公民館

- その他自治公民館（町内公民館）は約476館。

その他の主な会館
- まつもと市民芸術館
- 南松ホール
- 長野県松本文化会館(キッセイ文化ホール)
- 松本市音楽文化ホール(ザ・ハーモニー・ホール)
- 波田文化センター(アクトホール)

#### 文化施設
- 松本市美術館
- 松本市立博物館
- 松本市歴史の里
- 松本市立考古博物館
- 松本市時計博物館
- 松本市はかり資料館
- 日本浮世絵博物館
- 松本市四賀化石館
- 窪田空穂記念館
- 康花美術館
- 鈴木鎮一記念館
- 山辺民俗資料館（旧山辺学校の項を参照）
- 山と自然博物館
- 松本民芸館
- 美ヶ原自然保護センター
- 長野県乗鞍自然保護センター
- 松本市梓川アカデミア館
- 松本市安曇資料館
- 松本市奈川歴史俗資料館
- 松本市奈川自然学習館

#### 図書館
- 松本市図書館 (中央図書館)
  - 南部図書館
  - あがたの森図書館
  - 西部図書館
  - 寿台図書館
  - 本郷図書館
  - 中山文庫
  - 島内図書館
  - 空港図書館
  - 波田図書館
  - 梓川図書館
- 松本市文書館

#### 運動施設
- 松本市総合体育館、庄内体育館ほか23体育館
- 松本平広域公園
  - 松本平広域公園総合球技場（アルウィン）
- 松本市野球場
- 松本市美鈴湖自転車競技場（元・浅間温泉国際スケートセンター）
- 松本市弓道場・柔剣道場
- 陸上競技練習場
- 馬術競技場
- 四賀B&G海洋センター
- 波田B&G海洋センター

その他テニスコート10箇所、運動広場17箇所、市民プール2箇所などが充実している。

## 対外関係

### 姉妹都市･提携都市

#### 国内
姉妹都市
| 都市名 | 地方     | 都道府県名 | 提携年月日                 |
| ------ | -------- | ---------- | -------------------------- |
| 藤沢市 | 関東地方 | 神奈川県   | 1961年（昭和36年）7月29日  |
| 姫路市 | 近畿地方 | 兵庫県     | 1966年（昭和41年）11月17日 |
| 高山市 | 中部地方 | 岐阜県     | 1971年（昭和46年）11月1日  |

提携都市
| 都市名   | 地方       | 都道府県名 | 提携年月日                |
| -------- | ---------- | ---------- | ------------------------- |
| 金沢市   | 中部地方   | 石川県     | 2008年（平成20年）7月16日 |
| 札幌市   | 北海道地方 | 石狩振興局 | 1969年（平成22年）9月6日  |
| 鹿児島市 | 九州地方   | 鹿児島県   | 2012年（平成24年）9月16日 |

都市会議
- 全国京都会議
「信州の小京都」として全国京都会議に過去に加盟していたが脱退した。

#### 海外
姉妹都市
| 都市名             | 国名                   | 地域名                    | 提携年月日                                                            |
| ------------------ | ---------------------- | ------------------------- | --------------------------------------------------------------------- |
| ソルトレイクシティ | アメリカ合衆国         | ユタ州 ソルトレイク郡     | 1958年（昭和33年）11月29日                                            |
| グリンデルヴァルト | スイス連邦             | ベルン州                  | 1972年（昭和47年）4月20日 2005年（平成17年）4月1日 - 旧安曇村より継承 |
| カトマンズ         | ネパール連邦民主共和国 | バグマティ州 カトマンズ郡 | 1989年（平成元年）11月17日                                            |

提携都市
| 都市名 | 国名             | 地域名 | 提携年月日                                                                     |
| ------ | ---------------- | ------ | ------------------------------------------------------------------------------ |
| 廊坊市 | 中華人民共和国   | 河北省 | 1995年（平成7年）3月21日                                                       |
| 高雄市 | 中華民国（台湾） | 直轄市 | 2015年（平成27年）7月14日 - 「健康・福祉・教育分野の交流に関する覚書」を締結。 |

## 経済

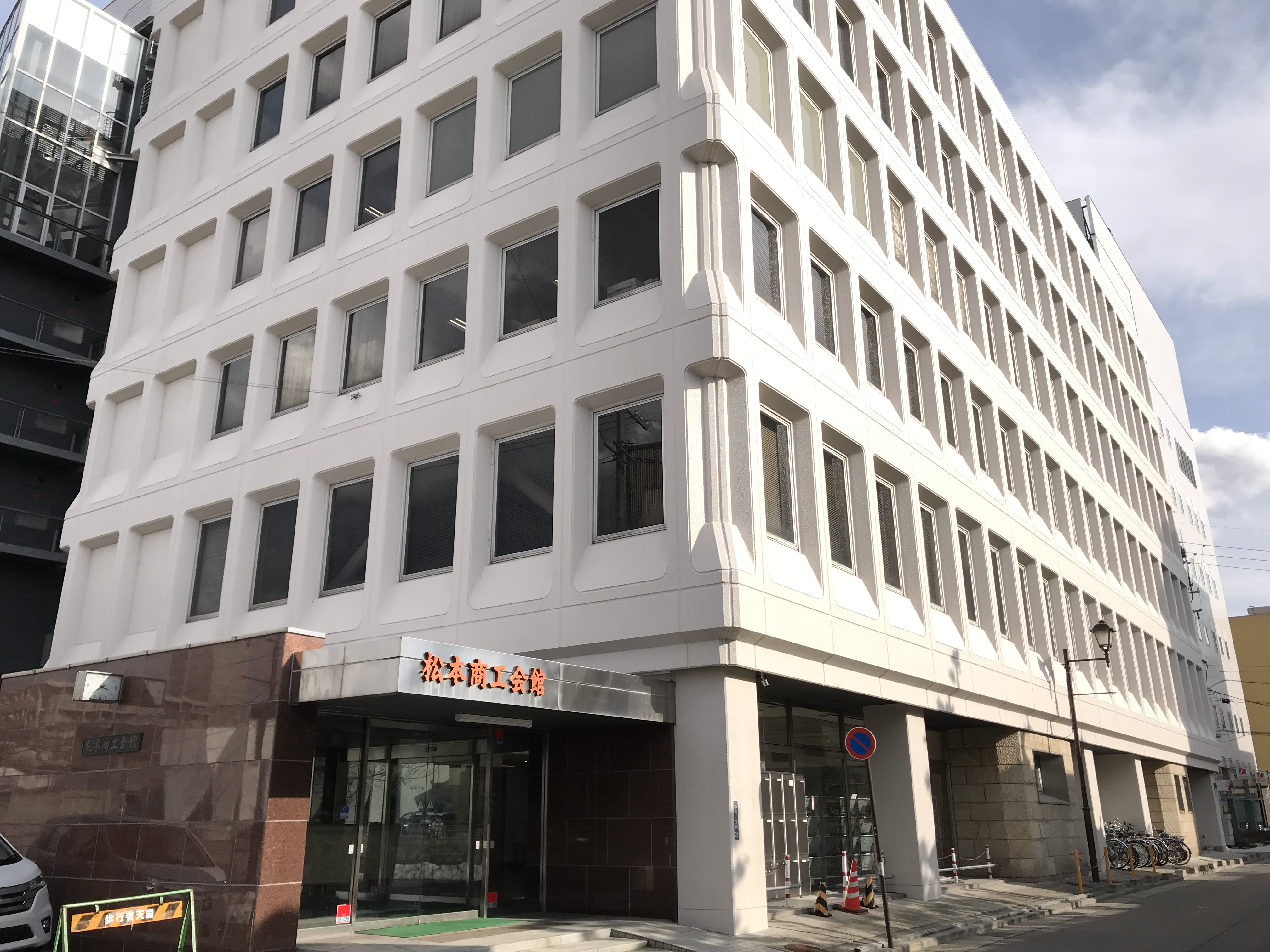
松本商工会議所

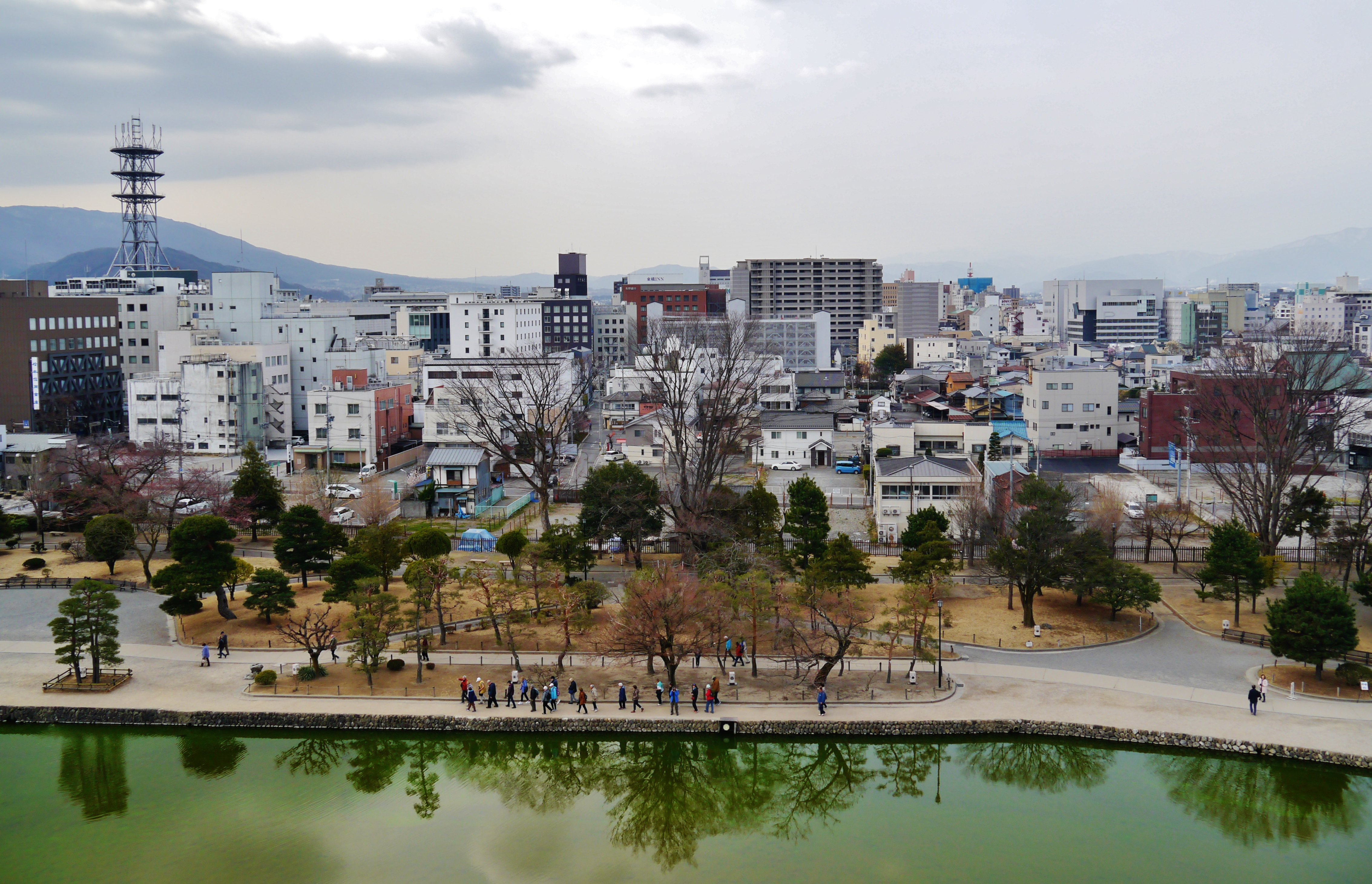
松本城から見た松本市中心市街地

就業人口割合は第一次産業：第二次産業：第三次産業＝ 5.2% ： 23.4% ： 71.4% となっている。（2020年国勢調査）
地方卸売市場
- 松本市公設地方卸売市場

### 第一次産業

#### 農業
農業産出額 154億2000万円 （農林水産省「平成17年生産農業所得統計」）
- 農業協同組合の所管
  - JA松本ハイランド（JAあづみ管内を除く松本市内および塩尻市（洗馬地区を除く）・東筑摩郡）
  - JAあづみ（安曇野市および梓川・安曇・奈川地区）
- 生産物
  - 米（水稲）
  - リンゴ
  - ぶどう
  - 下原スイカ・松本ハイランドすいか
  - その他の果物
  - 野菜
  - 根菜
  - ソバ
  - ホップ
- 松本市内の「信州の伝統野菜」認定農産物
  - 稲核菜（いねこきな）
  - 松本一本ねぎ（まつもといっぽんねぎ）
  - 番所きゅうり（ばんどころきゅうり）
  - 松本越瓜（まつもとしろうり）
  - 切葉松本地大根 （きればまつもとじだいこん）
  - 保平蕪 （ほだいらかぶ）

### 第二次産業

#### 工業
- 製造品出荷額等 5,113億1000万円 （経済産業省経済産業政策局調査統計部「平成17年工業統計表」）
- エレキギター生産量は日本一[15]である。

工場を置く主な企業
| - キッセイ薬品工業 - 王子マテリア - 富士電機 - 森永乳業 - カンロ | - 協同乳業 - ゴールドパック - タケヤ味噌 - IHIアグリテック（松本本社。旧・IHIシバウラ） - エア・ウォーター |

### 第三次産業

#### 商業
- 卸売業年間販売額 9237億700万円（経済産業省経済産業政策局調査統計部「平成16年商業統計表」）
- 小売業年間販売額 3133億0600万円（同上）
- 卸売販売額の占めるウェイトが大きい。

主な商店街
- 松本駅前通り商店街
- 大名町商店街
- 中町商店街
- 縄手通り商店街（大手）
- 本町商店街（中央）
- 六九商店街（大手）
- 伊勢町商店街（中央）
- 緑町商店街（大手）
- 上土町商店街（大手）
- 石芝商店街（石芝）
- 寿台中央商店街（寿台）
- 西堀商店街（大手）
- 東町商店街（大手）
- 裏町商店街（大手）
- 神明町商店街（中央）
- 新伊勢町商店街（中央）
- 松原ショッピングモール（松原）

主な商業施設
- ハイランドシティ松本（イオン 南松本店）
- イオンタウン松本村井
- アルピコプラザ
- ステーションビルMIDORI松本
- ライフスクエアCOMO庄内
- イオンモール松本（旧松本カタクラモール）
- MMKビルコングロ・M

主なスーパーマーケット
- バロー 南松本店、笹部店
- ツルヤ なぎさ店、平田店、並柳店
- 西源 流通団地店
- ラ・ムー 並柳店、梓川店
- 西友 元町店、笹部店、島内店
- イオングループ
  - イオンスタイル 松本
  - イオン 南松本店
  - ザ・ビッグ 松本村井店
- デリシア
  - デリシア 神林店、寿豊丘店、寿店、石芝店、梓川店、桐店、庄内店、惣社店、元町店、波田駅前店、宮渕店、松本駅前店
  - ユーパレット松本店

家電量販店
- ヤマダデンキ
  - Tecc LIFE SELECT 松本本店
  - テックランド イオンタウン松本村井店
- エディオン 松本なぎさ店
- ノジマ イオンモール松本店
- ケーズデンキ
  - 松本宮田店
  - 松本本店

ホームセンター、家具店
- ケーヨーデーツー 松本寿店、松本元町店
- カインズホーム 梓川店
- 綿半ホームエイド 松本芳川店、庄内店
- ニトリ 松本店、松本高宮店
- 東京インテリア家具 松本店

スポーツ用品店
- アルペングループ
  - スポーツDEPO 南松本店
- ゼビオグループ
  - スーパースポーツゼビオ 松本芳川店

### 金融機関
中央銀行
- 日本銀行松本支店[注釈 2]

郵便貯金銀行
- ゆうちょ銀行松本店

政策金融機関
- 商工組合中央金庫松本支店
- 日本政策金融公庫松本支店

都市銀行
- みずほ銀行松本支店
- りそな銀行松本支店
- 三井住友銀行松本法人営業所

地方銀行
- 八十二銀行（市内に13支店、市指定金融機関）

第二地方銀行
- 長野銀行（市内に11本支店）

信用金庫
- 松本信用金庫（市内に13本支店）

信用協同組合
- 長野県信用組合（市内に6支店）
- 横浜幸銀信用組合松本支店
- ハナ信用組合松本支店

労働金庫
- 長野県労働金庫松本支店

信連
- 長野県信用農業協同組合連合会松本営業部

証券
- 八十二証券松本支店
- SBI証券松本支店
- 大和証券松本支店
- SMBC日興証券松本支店
- 野村證券松本支店

### 本社を置く企業
- キッセイ薬品工業（東証プライム上場）
- 長野銀行（東証スタンダード上場）
- アルピコグループ
  - アルピコ交通
  - デリシア
  - アルピコタクシー
- マクセルイズミ（旧・泉精器製作所）
- 井上百貨店
- エーアイテック
- 岡野薬品
- 信州ミルクランド
- 信州名鉄運輸（名鉄グループ）
- ゼインアーツ
- ディバイザー
- デリカ
- ナガノトマト
- 鍋林
- 西源
- フジゲン
- 松本ガス
- 松本信用金庫
- 松本山雅
- モーリス楽器製造
- TIS長野

### 拠点を置く企業
| - 富国生命（松本支社） - セイコーエプソン（市内に2つの事業所） - 東京電力（松本事業所） - 中部電力（松本営業所） - 中部テレコミュニケーション（長野支店） - 電算（松本支社） - 三菱電機ビルテクノサービス（松本営業所） - 穴吹工務店（松本営業所） - ハウステック（松本出張所） - NECソリューションイノベータ（松本センター、松本第二センター） - 日立製作所（松本営業所） - NTT東日本（松本営業支店） - 日本たばこ産業（松本支店） - ミサワホーム信越（松本支店） - レンゴー（松本営業所） - 日本生命（松本支社） - 明治安田生命（松本支社松本営業所） - 住友生命（松本支社） | - 大樹生命（松本営業部） - 大同生命（松本支社） - 朝日生命（長野支社・松本事業所） - 太陽生命（松本支社） - 損保ジャパン（松本支社） - 日本食研（松本営業所） - サンリン（松本支店） - 日本デジタル研究所（松本営業所） - 富士電機（松本工場） - 富士通ソフトウェアテクノロジーズ（松本事業所） - NOK（松本支店） - エスペック（松本営業所） - 東海物産（松本支店） - CDS（松本支社） - PALTAC（松本営業所） - 日東電工（長野営業所） - 桜田電気工業（松本支店） - TDK（松本営業所） - シモンズ (長野営業所) |

## 情報・生活

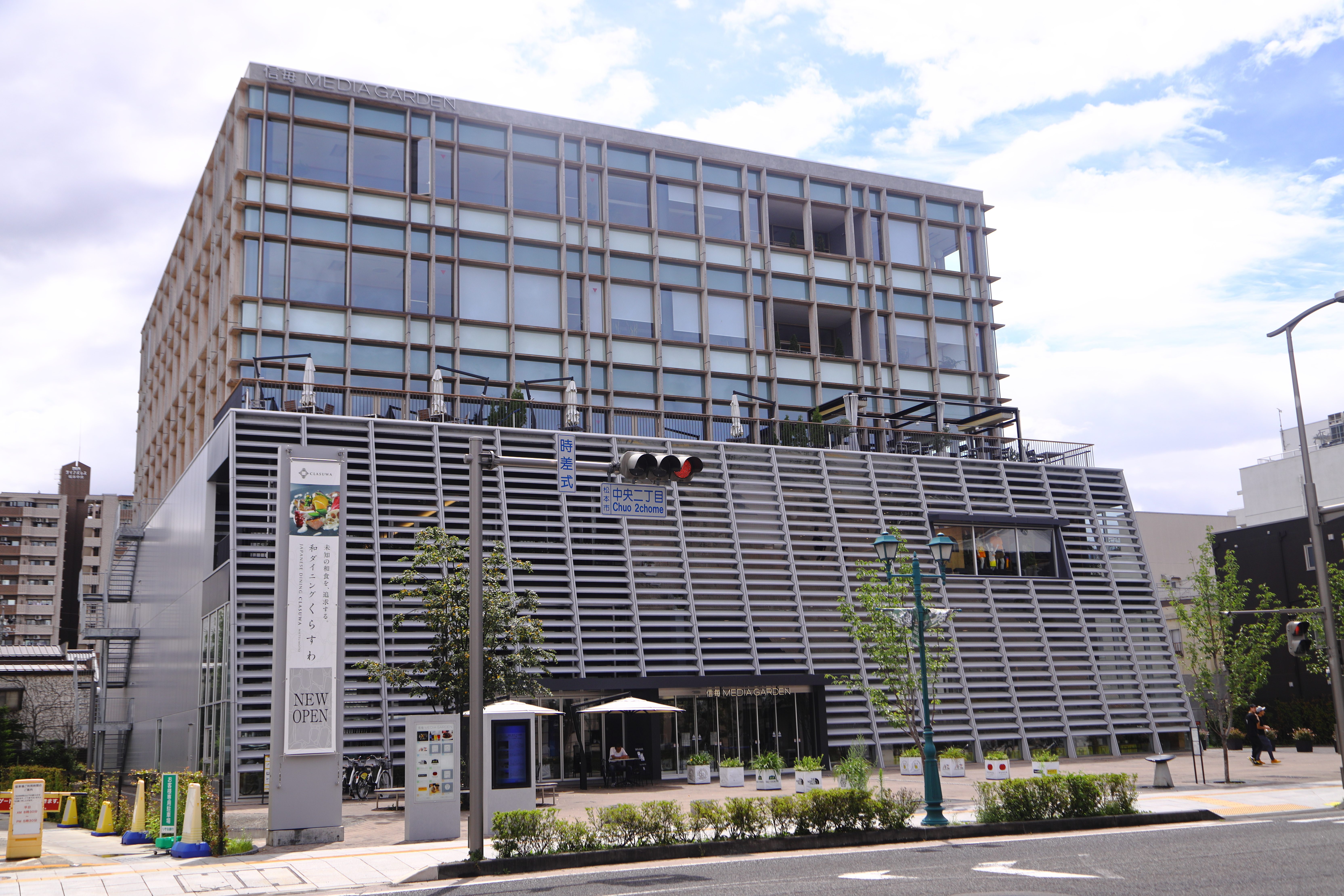
信毎メディアガーデン

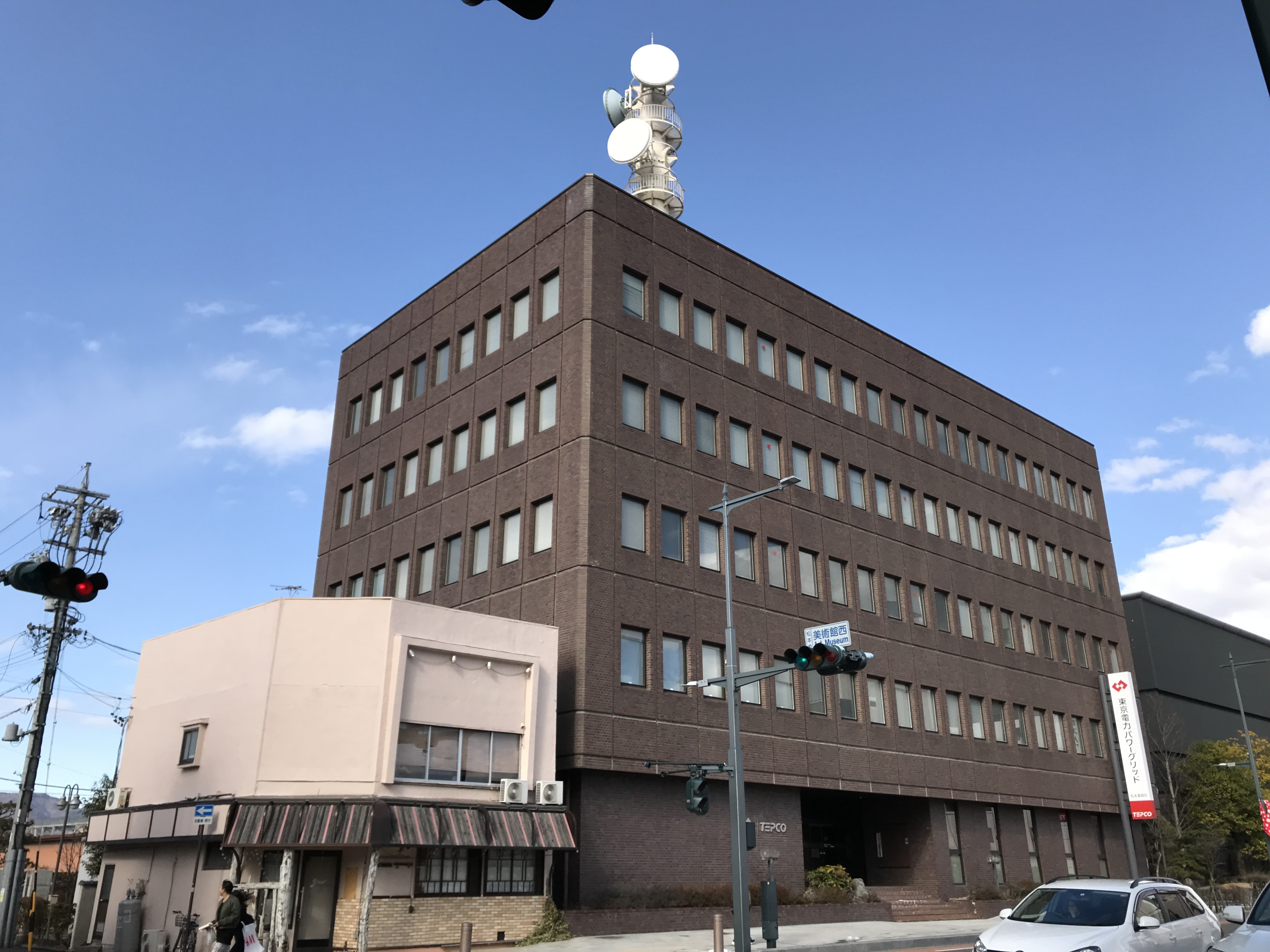
東京電力パワーグリッド松本営業所

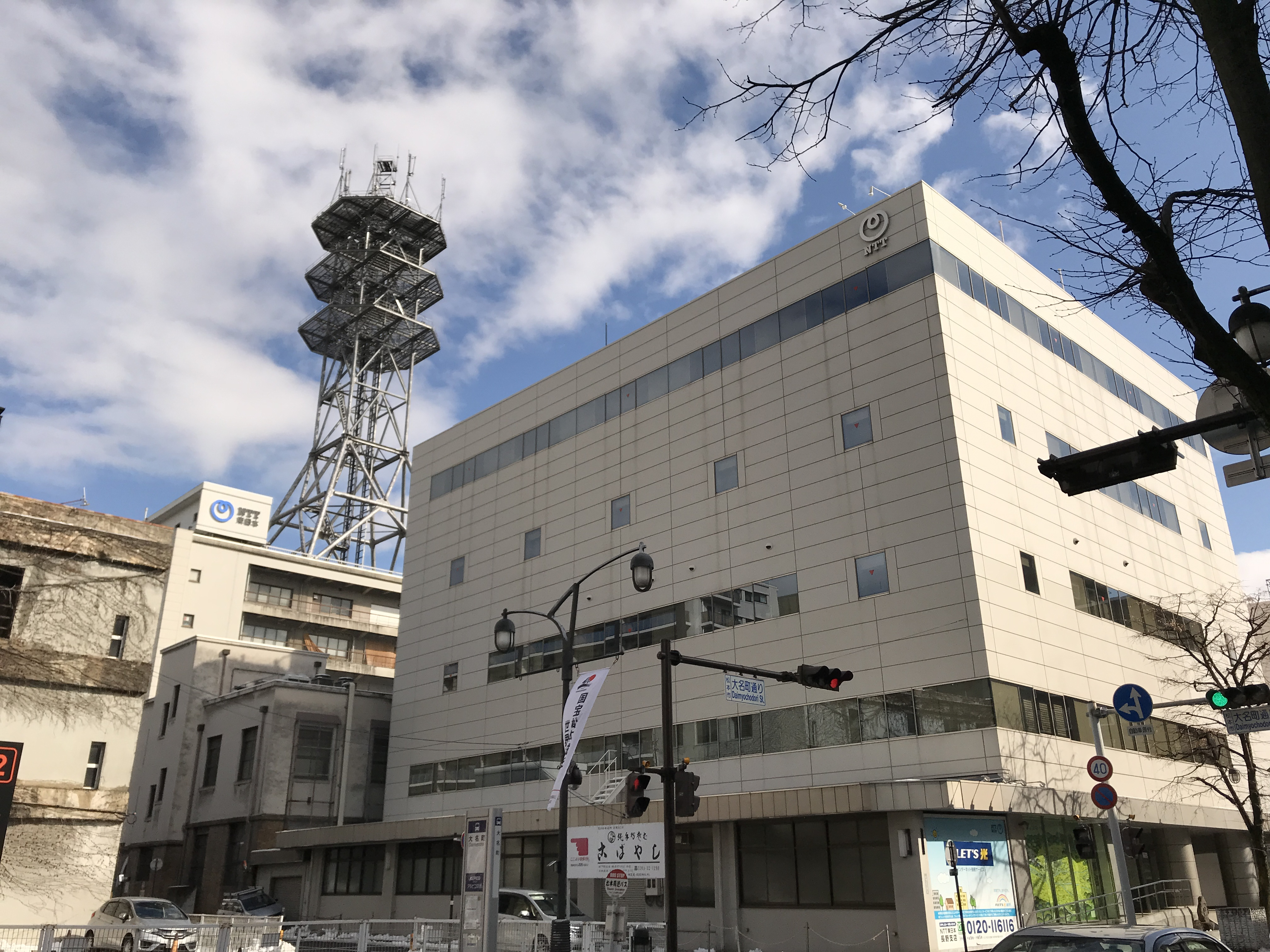
NTT東日本松本大手営業支店

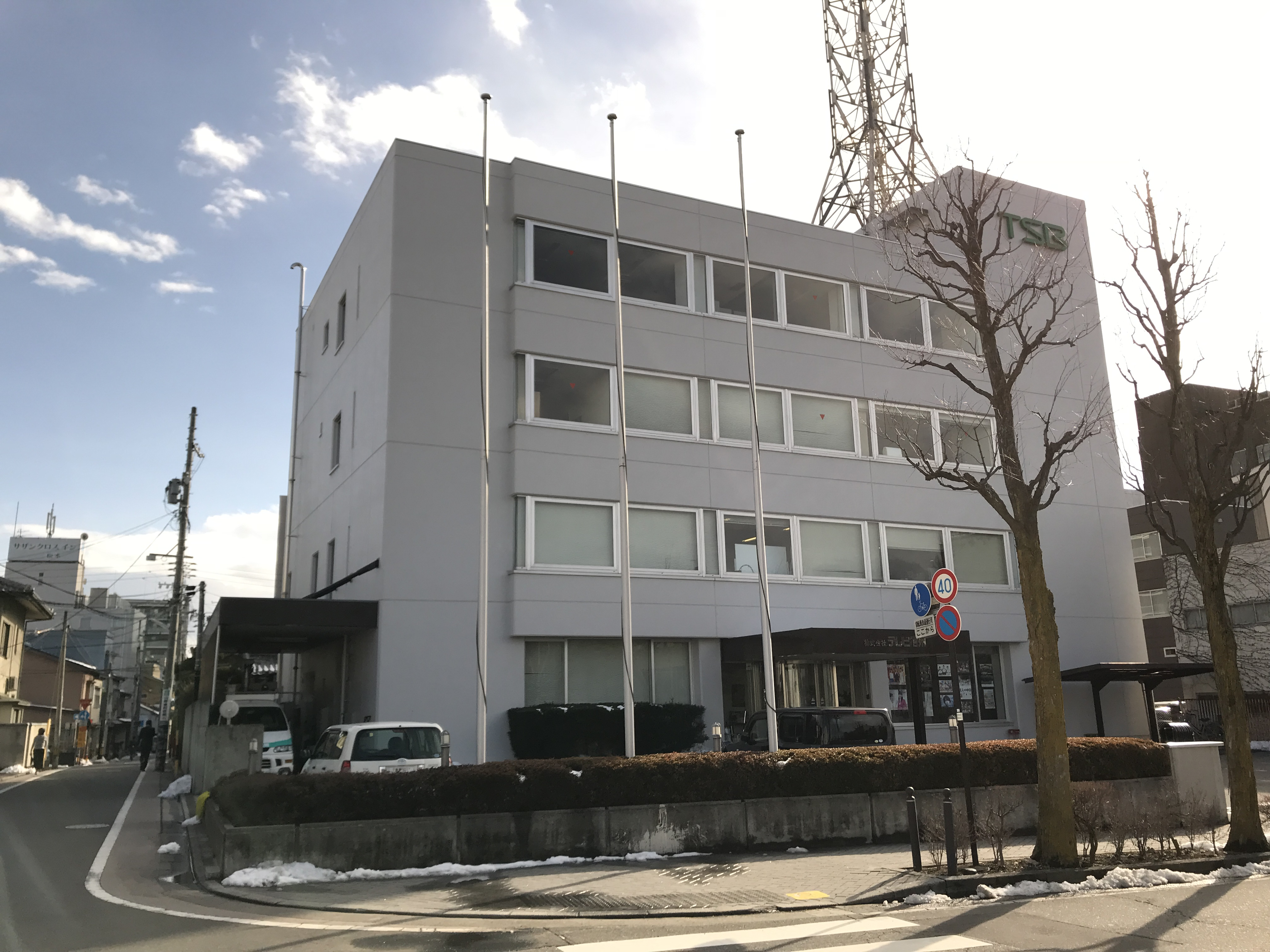
テレビ信州中南信支社

### マスメディア

#### 新聞社
- 信濃毎日新聞松本本社
  - 名目上は長野と松本の2本社体制。
商業登記上の本店は長野本社である。
- 市民タイムス本社
- MGプレス本社
- 朝日新聞松本支局
- 中日新聞松本支局

#### 放送局
テレビ
- NHK長野放送局松本支局
- 信越放送松本放送局
- 長野放送中南信支社
- 長野朝日放送中南信支社
- テレビ信州中南信支社 (旧・テレビ信州本社)
- テレビ松本ケーブルビジョン本社

ラジオ
- 長野エフエム放送本社
- エフエムまつもと本社

### ライフライン

#### 電力
- 中部電力[注釈 3]

#### 上下水道
- 松本市上下水道局（地方公営企業）

#### 電信
- NTT東日本

市外局番
- 市外局番：松本MA 0263
- 収容局：松本東館局、村井局、浅間局、信濃今井局、西松本局、入山辺局、南松本局、四賀局、梓川局、奈川局、乗鞍高原局、上高地局、島々局

## 教育

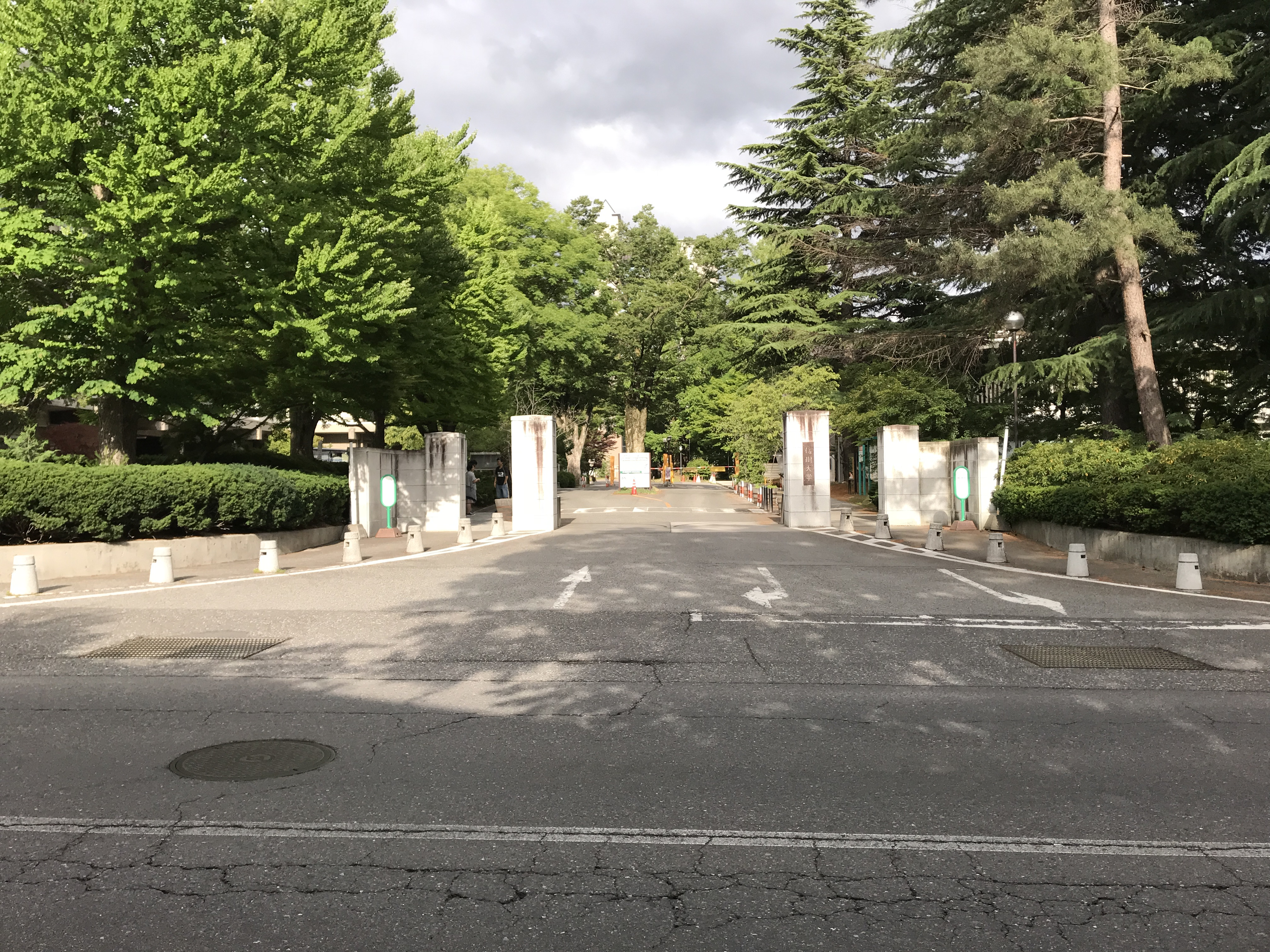
信州大学

### 大学
国立
- 信州大学（全8学部のうち、医学部、経法学部、人文学部、理学部）

私立
- 松本大学（総合経営学部、人間健康学部、教育学部）
- 松本看護大学（看護学部）

### 短期大学
- 松本大学松商短期大学部
- 松本短期大学

### 専修学校
- 松本調理師製菓師専門学校
- 松本理容美容専門学校
- 国際コンピュータビジネス専門学校
- 松本医療福祉専門学校（国際福祉専門学校）
- 松本国際工科専門学校
- いずみ商業専門学校
- 松本経理ビジネス専門学校
- 丸の内ビジネス専門学校
- リバティー洋裁専門学校
- 国際スズキメソード音楽院
- 松本蟻ヶ崎学園
- 学校法人大原学園松本校
  - 大原簿記情報ビジネス医療福祉専門学校松本校
  - 大原スポーツ公務員専門学校松本校

### 高等学校
公立
県立高校の通学区は第4通学区
- 長野県梓川高等学校
- 長野県松本県ヶ丘高等学校
- 長野県松本蟻ヶ崎高等学校
- 長野県松本工業高等学校
- 長野県松本筑摩高等学校
- 長野県松本深志高等学校
- 長野県松本美須々ヶ丘高等学校

私立
- エクセラン高等学校
- 松本国際高等学校
- 松商学園高等学校
- 松本第一高等学校
- 信濃むつみ高等学校（通信制）
- つくば開成学園高等学校 松本学習センター(通信制)

### 中学校
市立
| - 清水中学校 - 鎌田中学校 - 丸ノ内中学校 - 旭町中学校 - 桐分校 - 松島中学校 - 高綱中学校 - 菅野中学校 - 筑摩野中学校 - 山辺中学校 - 開成中学校 | - 女鳥羽中学校 - あさひ分校 - 明善中学校 - 信明中学校 - 会田中学校 - 梓川中学校 - 奈川中学校 - 安曇中学校 - 大野川中学校 - 波田中学校 - 松原分校 |

学校組合立
- 松本市山形村朝日村中学校組合立鉢盛中学校

国立大学法人立
- 信州大学教育学部附属松本中学校

私立
- 才教学園中学校
- 松本国際中学校
- 松本秀峰中等教育学校

### 小学校
市立
| - 開智小学校 - 源池小学校 - 筑摩小学校 - 旭町小学校 - 田川小学校 - 鎌田小学校 - 清水小学校 - 島内小学校 - 中山小学校 - 島立小学校 - 芝沢小学校 | - 菅野小学校 - 芳川小学校 - 寿小学校 - 岡田小学校 - あさひ分校 - 山辺小学校 - 今井小学校 - 開明小学校 - 明善小学校 - 本郷小学校 - 二子小学校 | - 並柳小学校 - 四賀小学校 - 梓川小学校 - 奈川小学校 - 安曇小学校 - 大野川小学校 - 波田小学校 - 松原分室 |

国立大学法人立
- 信州大学教育学部附属松本小学校

私立
- 才教学園小学校

### 保育園
| - 里山辺保育園 - 小宮保育園 - 旭町保育園 - 寿東保育園 - 堀米保育園 - 神田保育園 - 島内保育園 - 幸町保育園 - 中条保育園 - 東部保育園 - 桐保育園 - のばら保育園 | - 南郷保育園 - 白板保育園 - 南松本保育園 - 宮田保育園 - さくら保育園 - 笹部保育園 - 渚保育園 - 神林保育園 - 村井保育園 - 柏木保育園 - 岡田保育園 - 平田保育園 | - 野溝保育園 - 内田保育園 - 新村保育園 - 島立中央保育園 - 入山辺保育園 - 中山保育園 - 寿保育園 - 和田保育園 - 今井保育園 - 並柳保育園 - 中川保育園 - 錦部保育園 | - 双葉保育園 - 安曇保育園 - 乗鞍保育園 - 奈川保育園 - 梓川東保育園 - 梓川西保育園 - 波田中央保育園 - 波田ひがし保育園 - みつば保育園 - 渕東保育園 |

### 特別支援教育学校
- 長野県松本盲学校
- 長野県松本ろう学校
- 長野県寿台養護学校
- 長野県松本養護学校

### インターナショナルスクール
- 朝鮮学校：長野朝鮮初中級学校

### 公共職業能力開発施設
- 独立行政法人高齢・障害・求職者雇用支援機構長野支部長野職業能力開発促進センター松本訓練センター（愛称：ポリテクセンター松本）

## 交通

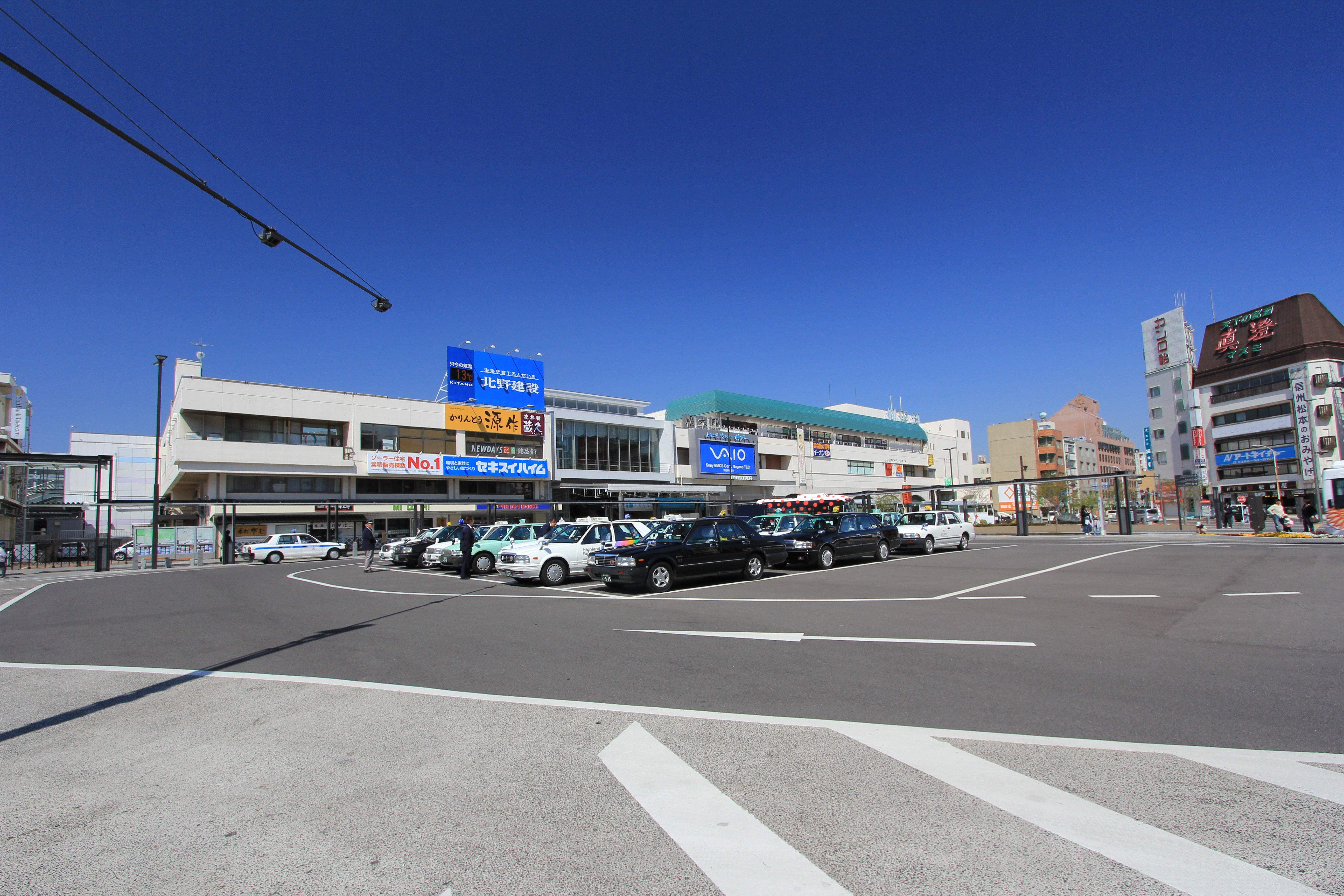
松本駅

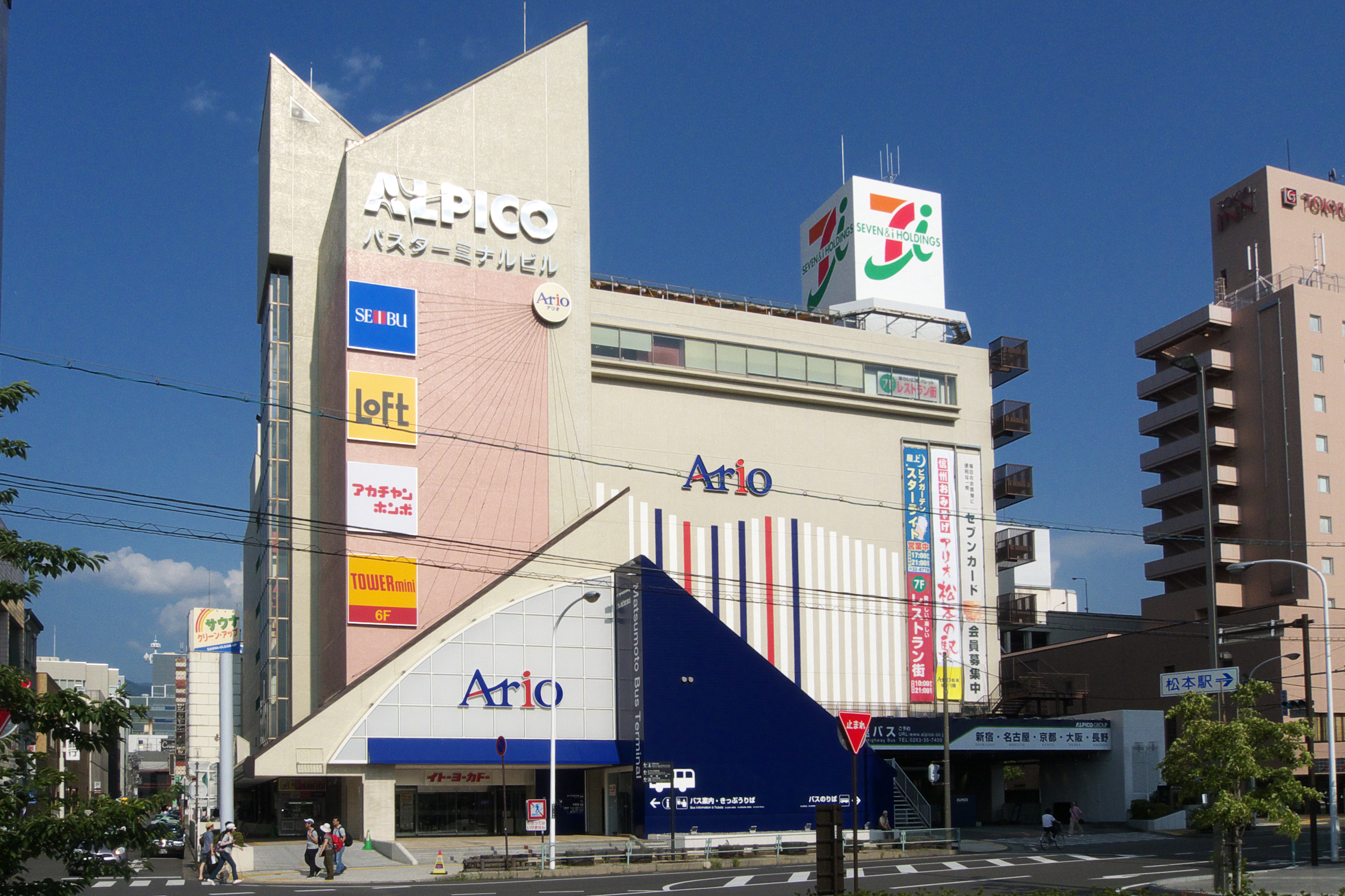
松本バスターミナル

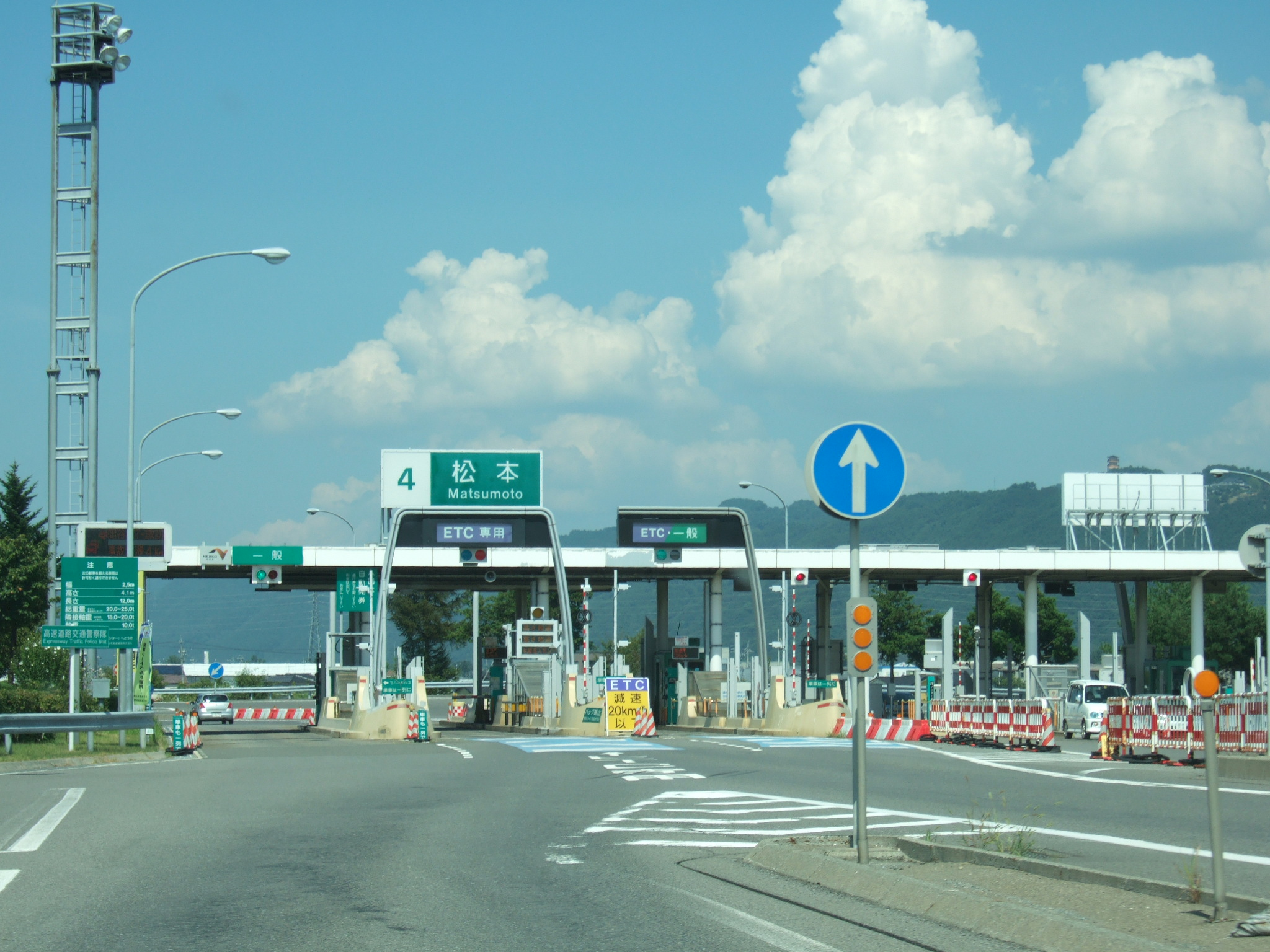
松本IC

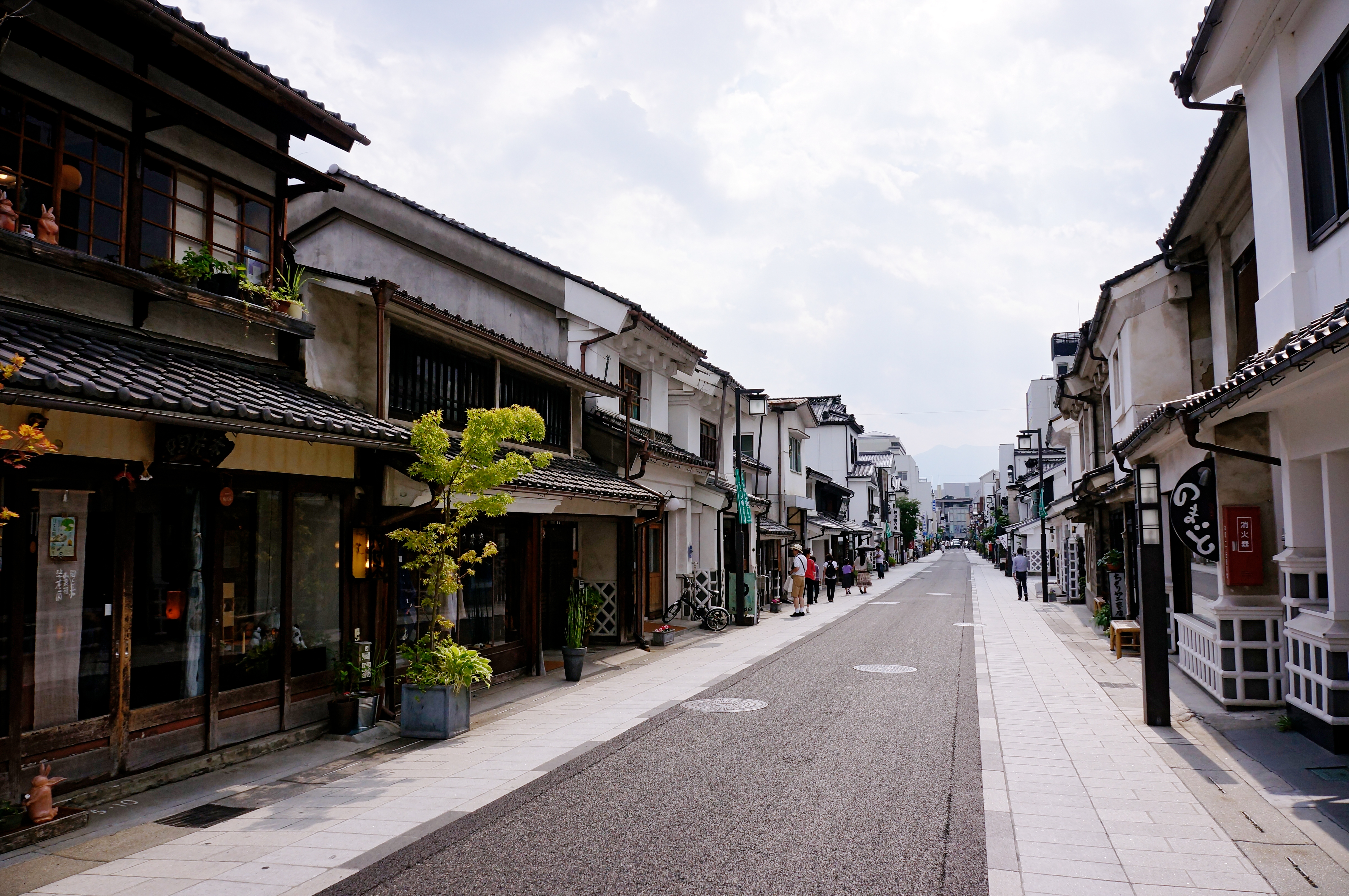
中町通り

### 空路

#### 空港

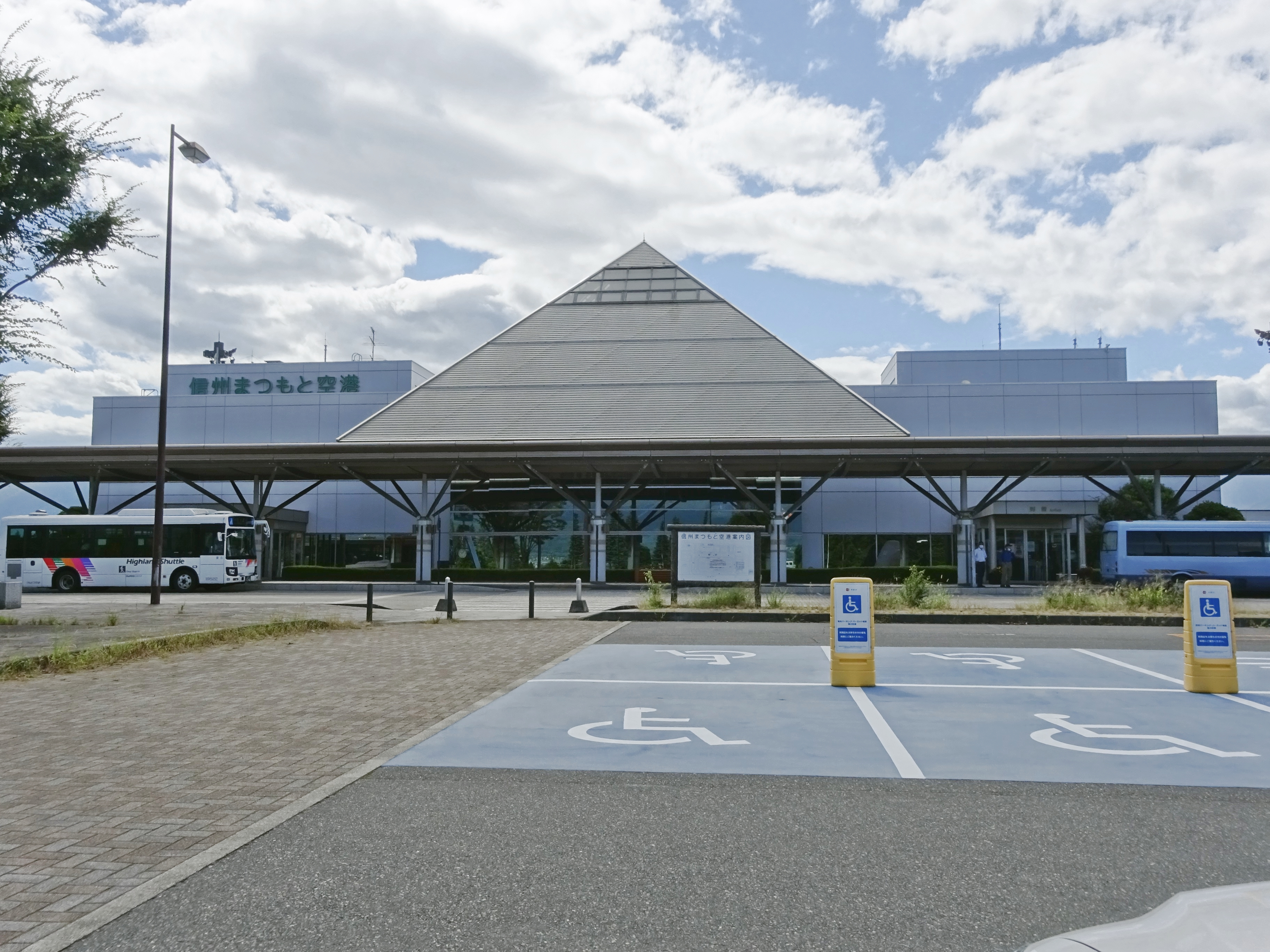
松本空港
- フジドリームエアラインズ (FDA)[注釈 4]
  - 新千歳空港
  - 札幌丘珠空港（夏ダイヤ期間運航）
  - 神戸空港
  - 福岡空港
- 日本航空(JAL)[注釈 5]
  - 大阪国際空港（毎年8月のみ運航）

### 鉄道
東日本旅客鉄道
- 篠ノ井線
  - 松本駅 - 南松本駅 - 平田駅 - 村井駅
- 大糸線
  - 松本駅 - 北松本駅 - 島内駅 - 島高松駅

アルピコ交通（通称・松本電鉄）
- 上高地線（全線市内）
  - 松本駅 - 西松本駅 - 渚駅 - 信濃荒井駅 - 大庭駅 - 下新駅 - 北新・松本大学前駅 - 新村駅 - 三溝駅 - 森口駅 - 下島駅 - 波田駅 - 渕東駅 - 新島々駅

#### かつて存在した鉄道
松本電気鉄道（現・アルピコ交通）
- 浅間線（1964年廃止）
- 上高地線（1985年廃止）
  - 新島々駅 - 島々駅

### バス

#### 路線バス
2023年（令和5年）4月1日より松本市内のバス（高速バス・特急バスを除く）は市が路線や便数など設計し民間バス会社が運営・運行する公設民営の「ぐるっとまつもとバス」になっている。これまで運行されていたアルピコ交通（通称・松本電鉄バス）の路線が松本市に移管されたほか、松本市営バス（奈川地区と四賀地区のみの運行）や2008年10月から松本市西部や山形村で運行されていた松本市西部地域コミュニティバスも対象となっている。ただし実際はアルピコ交通グループに運行委託を行う。市内の路線バスではアプリを使用したキャッシュレス決済が可能となっており、2022年4月1日からタウンスニーカーに、2023年11月11日に市内全路線で導入されている。なお交通系ICカードは使用できない。
路線一覧は以下のとおり。

#### 松本駅・バスターミナル発着バス
- 北市内線
- 浅間線（信州大学経由）
- 南部循環線
- 合庁ライナー（旧松本周遊バス西コース直行便）
- 信大横田循環線
- 横田信大循環線
- 新浅間線
- 美ヶ原温泉線
- 岡田線
- アルプス公園線
- 鹿教湯温泉線
- 空港今井線、大久保工場団地・神林線
- 山形線
- 寿台線
- 松原線
- 内田線
- 並柳団地線
- 四賀線
- 美ヶ原高原直行バス（運行：アルピコタクシー）

#### タウンスニーカー
- タウンスニーカー北コース
- タウンスニーカー東コース
- タウンスニーカー南コース
- ※西コースは旧新村・島内A線へ統合され松本・島内線になった。

#### 地域連携バス（松本市西部地域コミュニティバス）
西部地域コミュニティバスは全路線でフリー降車制を実施している。ただし交差点内や国道19号線など交通量が多い区間では降車できない。
- 松本・島内線（小宮系統）：松本駅アルプス口 → なぎさライフサイト → 合同庁舎玄関前  → 浮世絵博物館・歴史の里 → 小宮団地 →  小宮会館 → 小宮団地 → 堀米南 → 信濃荒井 → 田川公民館 → なぎさライフサイト → 松本駅アルプス口
- 松本・島内線（ラーラ松本系統）松本駅アルプス口 - なぎさライフサイト - 合同庁舎玄関前 - 島内駅 - ラーラ松本
- 南松本・山形線：松本シネマライツ - 南松本駅 - イオン南松本 - 二子団地 - 下神公民館 - 神林出張所 - 水代橋 - アイシティ21
- 梓川・波田線：波田駅 - 丸田団地 - （丸田公民館 - 神田川 - 八景山公民館 - 神田川 - （上野構造改善センター） - 丸田公民館） - 丸田東 - 立田 - 梓川支所 - （横沢下町） - カインズホーム梓川店 - 氷室 - 梓橋駅
- 村井・山形線：まつもと医療センター - 村井駅 - 菅野 - やまびこドーム - 松本空港入り口 -下今井 - 今井道の駅 - イオンタウン山形 - 山形役場 - アイシティ21
- 朝日・波田線：（梓川高校） - 波田駅 - サラダマーケット - 山形村役場 - アイシティ21 - イオンタウン山形 - 松本養護学校 - 古池 - 鉢盛中学校 - 下古見 - 中央公民館 - 小野沢 - 中組
- 南松本・平田線：南松本駅 - 高宮南 - 石芝町 - 信明中学校 - おぶ〜 - 野溝木工 - 平田駅
- 平田・村井線：平田駅 - 流通団地南 - 小屋南 - 医師会医療センター分室南 - 村井駅 - まつもと医療センター - 寿公民館 - デリシア寿豊丘店 - 寿田団地 - 平田駅

#### 地域バス
- 波田循環バス

波田駅を軸に波田地区を隅々まで巡る。運行は第一交通に委託している。
- ほしみ線：バスターミナル北 - 松本城・市役所前 - 信州大学 - （デリシア桐店） - 松本第一高校 - 岡田出張所 - 洞 - 稲倉 - 一の瀬
  - 運行を南安タクシーに委託している。アルピコ交通が2016年10月31日まで運行した三才山線の山城口以北の末端区間を11月1日から引き継いだ路線。路線名は地域名の洞と稲倉と三才山の読みがな頭文字に由来する。同日に三才山線の残存区間は岡田線に改称されている。
- 中山線：バスターミナル北 - 松商学園口 - 富士電機 - ツルヤ並柳店 - 神田 - 中山霊園口 - 古屋敷 - 二重堀の松
  - 平日のみ運転。運行をアルピコタクシーに委託している。アルピコ交通が2017年1月6日まで運行していた中山線を引き継いだ路線。ただし翌日は土曜と日曜日だったため実際の運転開始日は10日からである。従来の経路に加え月水金曜日の日中に運行する経路があり、月水金のみ従来の中山線が経由しなかったツルヤ並柳店などに寄り道するようになる。なお、日中は月水金ごとに運行形態などが異なる。
- 入山辺線
  - 通勤・通学便 中央ルート（平日毎日運行）：バスターミナル北 - 松本城・市役所前 - 総社 - 里山辺出張所 - 出張所 - 厩所（まやどころ） - 大仏 - 大和合
  - 通院・買物便 北ルート（金曜日のみ運行）：バスターミナル北 - 松本城・市役所前 - 総社 - 小林内科医院 - 里山辺出張所 - 入山辺局 - 西桐原北 - 出張所 - 船付橋 - 竹ノ下 - 寺所 - 中村道祖神 - 駒越
  - 通院・買物便 中央ルート（月・水・木のみ運行）：バスターミナル北 - 松本城・市役所前 - 総社 - 里山辺出張所 - 入山辺局 - 出張所 - 船付橋 - 奈良尾 - 厩所 - 大仏 - 大和合本村 - 大和合 - 牛立
  - 通院・買物便 南ルート（火曜日のみ運行）：バスターミナル北 - 松本城・市役所前 - 総社 - 里山辺出張所 - 入山辺局 - 出張所 - 船付 - 宮原 - 一ノ海 - 小仏 - 大仏公民館
  - 平日のみ運転する。アルピコタクシーに運行委託している。アルピコ交通が2017年3月末まで運行していた。入山辺線を4月1日から引き継いだ路線（ただし翌日が土曜と日曜だったため実際の運行開始日は3日から）従来の経路に加え月水金曜日の日中に運行する経路があり、それぞれ牛立と駒越と小仏公民館が終点である。アルピコ時代は葭町から国府町まで東町を経由していたが、現在の入山辺線は市役所前や大名町を経由している。また日中は月水金ごとに運行形態が異なり、曜日ごとに今まで入山辺線が通らなかった各地域と松本駅方面を運行する。
- 浅間・大村線（みんなのバス）
  - 原橋付近から浅間温泉や大村といった地区を隅々経由して松本市街地へ向かう。なお、松本駅前やバスターミナル北には乗り入れないため駅の最寄りのバス停は国府町となる。
- 島内川東乗合タクシー
  - 平瀬川東地域を運行する乗合タクシー。

#### 市営バス
- 四賀循環線
  - 四賀地域にて運行される松本市営バスの路線で旧四賀村時代からある旧村営バスである。平日と土曜日（保福寺下町・会吉車庫系統は土曜も運休）のみ運行。四賀支所を起点に各地区を結ぶ系統が複数存在する。四賀支所から明科駅を結ぶ系統がメインであり、その他の系統は朝方に山間部から四賀中心部へ向かって夕方に山間部へ向かう系統である。また路線バスの通らない地区を走るデマンドバス（登録・予約制）もある。
- 奈川・安曇線
  - 波田駅と安曇地域や奈川地域を結ぶ。かつては奈川線といったが、2023年4月1日から稲核線と統合し現行の路線名に変更している。

クラフトフェアとバスDAY（で）まつもと
2010年5月28 - 30日にクラフトフェアが開催され、慢性的な渋滞対策および公共交通を見直す機会として"バスDAY（で）まつもと"と名づけられた。この対策は松本市と工芸の五月実行委員会が資金を出し合い実現したものである。この期間中、アルピコ交通バスの観光路線や特急バス、高速バスを除く全路線が一乗車100円となった。運行形態も本来の土休日ダイヤではなく、平日ダイヤでの運行となった。回数券は期間中は利用不可能となったが、定期券は券面記載の区間のみ適用だった。その後も毎年のようにクラフトフェアと"バスDAY（で）まつもと"は実施され、2014年は5月25・26日に実施されたが2019年を最後に翌年からは新型コロナウイルスの影響で休止が続いている。

#### 市内外を行き来するアルピコ交通以外のバス路線
- 塩尻市地域振興バス
  - 片丘線が内田地区に、塩尻北部線が村井地区に乗り入れている。
- 地域提携バス 朝日・波田線
  - 松本市・山形村・朝日村の共同運行路線で、波田地区や山形村・朝日村に乗り入れている。
- 朝日村営バス
  - 朝日・広丘線が笹賀地区と今井地区に乗り入れている。
- 美ヶ原高原美術館線（運行：アルピコ交通）
  - 季節運行で美ヶ原高原へ運行するのだが2022年の運行を最後に運休している。
- 上田松本線（運行：千曲バス）
  - 上田市から乗り入れており、松本市側の終点・出発点は松本バスターミナル発着。

#### オンデマンドバス
- のるーと松本
  - 主に交通空白地帯で運行するオンデマンドバス。梓川地区（安曇野市の梓橋駅含む）寿地区（平田駅含む）エリアで運行している。かつてはバス路線があったものの利用低迷で廃止されたり、もともとバスがない地域をカバーするため導入されることになった。2023年10月2日よりバス路線はあるものの交通空白地帯の多い梓川地区と寿地区にて実証運行開始。当初は2024年3月末までの平日のみ運行予定だったが6月28日まで延長し7月1日以降も継続し2025年3月末までの運行としているが9月末を以って判断するともしていた。乗降場所は既存のバス停に併設されるところもある。利用は予約制で1回乗車300円。予約は電話だけでなくアプリでも可能である。予約は乗車当日から3日前より可能だったが、令和6年4月1日から乗車当日4日前より行えるようになり、令和7年4月1日より本格運行が決定した。村井駅に設置されている乗降場所は寿台方面の路線バスがある。市外では安曇野市にある梓橋駅に乗降場所が置かれているが、松本市西部地域コミュニティバスのバス停と併設である。
- のるーと塩尻
  - 塩尻市から乗り入れてくる。市内では村井駅とまつもと医療センターに発着する。まつもと医療センター停留所では医療センター敷地内に発着するのるーと松本の乗場と異なり、のるーと塩尻はアルピコ交通バスの寿台線のバス停と同じ場所からの発着。

#### 高速バス
- 松本市内発着の高速バス・特急バスは次の通り。詳細はアルピコ交通のサイトで公開されている[17]。
  - 新宿線（松本バスターミナル - バスタ新宿）
    - 詳細はアルピコ交通のサイトおよび中央高速バスを参照

  - 名古屋線（松本バスターミナル - 名鉄バスセンター）
    - 詳細はアルピコ交通のサイトおよび中央道高速バスを参照

  - 大阪線（松本バスターミナル - 大阪梅田）
    - 詳細はアルピコ交通のサイトおよびアルペン松本号を参照

  - 千葉線（長野駅 - 松本バスターミナル - 成田空港（第三旅客ターミナル））
  - 長野・松本 - 伊那・飯田線 みすずハイウェイバス（飯田駅 - 長野道松本 - 長野県庁）
    - 市内では長野道神林と長野道松本に停車するが松本バスターミナルを経由しない。
    - 長野線は2024年3月末（平日のみの運行のため最終運行は3月29日）を以って廃止。詳細はアルピコ交通のサイトおよびみすずハイウェイバスを参照。

  - 高山線（松本バスターミナル - 高山濃飛バスセンター）
    - 詳細はアルピコ交通のサイトを参照

  - 新穂高線（松本バスターミナル - 新穂高温泉、季節運行）
    - 詳細はアルピコ交通のサイトを参照

- 高山・平湯温泉・新宿線など市内を通行するが停留所のない路線もある。

### 道路

#### 高速道路
- E19長野自動車道（松本IC、松本JCT（事業中））
- E67中部縦貫自動車道
  - 松本波田道路（事業中）（松本JCT、波田IC）
  - 安房峠道路 中ノ湯IC
- 松本佐久連絡道路（計画）

#### 国道
- 国道19号（名古屋、長野方面）
- 国道143号（上田方面）
- 国道147号（大町、白馬方面）
- 国道158号（高山方面）
- 国道254号（佐久方面）
- 国道403号（飯山方面）

※403号線は松本市内においては全区間19号線と重複しているため、単独区間はない

#### 県道
| 主要地方道 - 長野県道23号松本停車場線 - 長野県道24号上高地公園線 - 長野県道25号塩尻鍋割穂高線 - 長野県道26号奈川木祖線 - 長野県道27号松本空港塩尻北インター線 - 長野県道39号奈川野麦高根線 - 長野県道48号松本環状高家線 - 長野県道62号美ヶ原公園沖線 - 長野県道63号松本塩尻線 - 長野県道67号松本和田線 - 長野県道84号乗鞍岳線 | 一般県道 - 長野県道181号下奈良本豊科線 - 長野県道278号大野田梓橋停車場線 - 長野県道279号槍ヶ岳上高地線 - 長野県道282号浅間河添線 - 長野県道283号美ヶ原公園線 - 長野県道284号惣社岡田線 - 長野県道285号湯の原荒町線 - 長野県道287号町村白川村井停車場線 - 長野県道288号新茶屋塩尻線 - 長野県道289号寺村南松本停車場線 - 長野県道290号南原広丘停車場線 - 長野県道291号新田松本線 - 長野県道293号上今井洗馬停車場線 | - 長野県道295号平田新橋線 - 長野県道296号松本空港線 - 長野県道297号兎川寺鎌田線 - 長野県道298号土合松本線 - 長野県道300号白骨温泉線 - 長野県道302号矢室明科線 - 長野県道303号会田西条停車場線 - 長野県道315号波田北大妻豊科線 - 長野県道320号倭北松本停車場線 - 長野県道441号穂高松本塩尻自転車道線（あづみ野やまびこ大規模自転車道） - 長野県道449号上竹田波田線 - 長野県道454号浅間温泉三才山線 - 長野県道460号美ヶ原公園東餅屋線 |

#### 林道
有料道路
- 上高地乗鞍林道

#### 道の駅
- 風穴の里
- 今井 恵みの里

#### 道路の名称
- 縄手通り、公園通り、本町通り、中町通り
- こまくさ道路、やまびこ道路（または国体道路）、アルプスグリーン道路

#### 橋梁
- 河童橋
- 梓橋
- アルプス大橋
- 水代橋
- 雑炊橋

## 観光

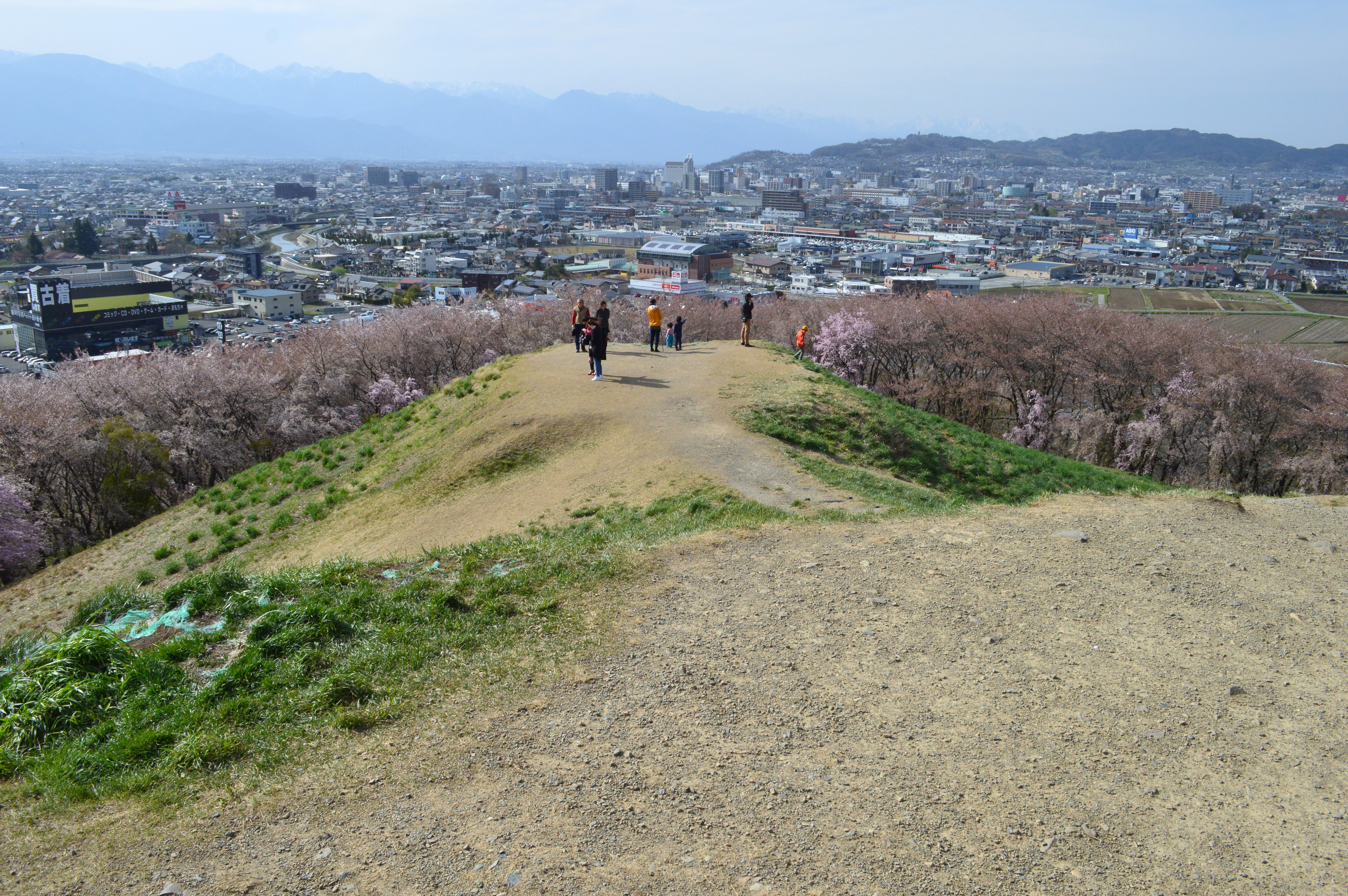
弘法山古墳から見た松本市街地

### 名所・旧跡
- 松本城
- 旧開智学校
- あがたの森公園
- 旧制松本高等学校（あがたの森文化会館）
- 旧制高等学校記念館
- 松本市旧司祭館
- 中町蔵の会館（中町・蔵シック館）
- 松本市美術館
- 松本市立博物館
- 松本市時計博物館
- 松本市はかり資料館
- 松本市歴史の里
- 日本浮世絵博物館
- アルプス公園
- 城山公園（「夜景100選」）
- 馬場家住宅
- 旧山辺学校
- 弘法山古墳
- 牛つなぎ石
- 源智の井戸
- 縄手通り商店街
- 中町通り
- 針塚古墳

主な城郭･砦･屋敷
- 井川館
- 林城：県指定史跡
- 山家城：県指定史跡
- 村井城
- 埴原城
- 桐原城
- 平瀬城
- 伊深城
- 波多山城（波田）
- 淡路城（波田）
- 櫛木城 （波田）

寺院
- 牛伏寺（真言宗智山派）
- 放光寺（曹洞宗）
- 広沢寺（曹洞宗）
- 徳運寺（曹洞宗）
- 真光寺（曹洞宗）
- 無量寺（曹洞宗）
- 神宮寺（臨済宗妙心寺派）
- 無極寺（浄土宗）
- 専称寺（浄土宗）
- 浄林寺（浄土宗）
- 玄向寺（浄土宗）
- 兎川寺（真言宗智山派）
- 弘長寺（真言宗智山派）
- 王徳寺（真言宗智山派）
- 全久院（曹洞宗）
- 保福寺（曹洞宗）
- 盛泉寺
- 安養寺
- 若沢寺跡・田村堂

神社
- 筑摩神社
- 大宮熱田神社
- 深志神社
- 四柱神社
- 若宮八幡宮
- 穂高神社奥宮（上高地）
- 松本神社
- 長野縣護國神社
- 塩釜神社
- 多賀神社
- 瘡守稲荷神社
- 沙田神社（いさごだ、信濃国三之宮）
- 須々岐水神社
- 岡田神社

### 観光スポット
自然景勝地
- 上高地
  - 大正池
  - 明神池
  - 田代池
- 涸沢
- 野麦峠
- 乗鞍高原
  - 三本滝
  - 善五郎の滝
  - 番所大滝
- 美ヶ原高原
- 美鈴湖

温泉地
- 美ヶ原温泉
- 浅間温泉
- 新浅間温泉
- 扉温泉
- 沢渡温泉
- 白骨温泉
- のりくら温泉郷
- 乗鞍高原温泉
- 中の湯温泉
- 坂巻温泉
- 赤怒谷温泉
- 崖の湯温泉
- 竜島温泉

主な公園
- 長野県松本平広域公園 (信州スカイパーク) - 南半分が塩尻市に跨る。
- あがたの森公園
- アルプス公園
- 芳川公園
- 城山公園
- 南部公園
- 西南公園
- 赤怒田福寿草公園
- 梓川ふるさと公園

### 主な宿泊施設
主に松本駅前にあるものを挙げる
- ホテルブエナビスタ
- 東横イン松本 駅前本町
- リッチモンドホテル松本
- スーパーホテル松本駅前、松本天然温泉
- プレミアホテルカビン（旧・トーコシティホテル松本）
- ホテル飯田屋
- ホテルニューステーション
- 天然温泉梓の湯ドーミーイン松本
- 天然温泉 あづみの湯 御宿 野乃 松本
- アルピコプラザホテル（旧・松本東急REIホテル）
- エースイン松本
- たびのホテルlit松本

## 文化・名物

### 文化財
- 市内の国宝

| 番号 | 種別                | 名称           | 所在地     | 所有者または管理者    | 指定年月日    | 時代区分 |
| 1    | 建造物（城郭）      | 松本城天守 5棟 | 丸の内4-1  | 国（管理団体:松本市） | 1952年3月29日 | 江戸時代 |
| 2    | 建造物（近代/学校） | 旧開智学校校舎 | 開智2-4-12 | 松本市                | 2019年9月30日 | 明治時代 |

- 市内の重要文化財（国指定）一覧

| 番号 | 種別                            | 名称                           | 所在地             | 所有者または管理者     | 指定年月日     | 備考         |
| 1    | 工芸品（金工）                  | 孔雀文磬                       | 丸の内4-1          | 松本市                 | 1959年12月18日 | 鎌倉時代     |
| 2    | 書跡典籍                        | 宋版漢書                       | 中央4-2-22         | 松本市（松本市美術館） | 1980年6月6日   | 宋時代       |
| 3    | 建造物（神社）                  | 筑摩神社本殿                   | 筑摩2-6            | 筑摩神社               | 1930年5月23日  | 室町時代     |
| 4    | 建造物（民家）                  | 馬場家住宅                     | 内田エリ穴357-6    | 松本市                 | 1996年12月10日 | 江戸時代     |
| 5    | 彫刻                            | 木造釈迦如来および両脇侍像     | 内田2573           | 牛伏寺                 | 1914年8月25日  | 平安時代     |
| 6    | 彫刻                            | 木造十一面観音および両脇侍立像 | 内田2573           | 牛伏寺                 | 1914年8月25日  | 平安時代     |
| 7    | 彫刻                            | 木造大威徳明王像               | 内田2573           | 牛伏寺                 | 1914年8月25日  | 平安時代     |
| 8    | 彫刻                            | 木造薬師如来坐像               | 内田2573           | 牛伏寺                 | 1914年8月25日  | 平安時代     |
| 9    | 建造物（神社）                  | 若宮八幡社本殿                 | 筑摩3-6-2          | 若宮八幡社             | 1953年8月29日  | 安土桃山時代 |
| 10   | 建造物（神社）                  | 大宮熱田神社本殿               | 梓川梓4419         | 大宮熱田神社           | 1949年2月18日  | 室町時代     |
| 11   | 建造物（神社）                  | 大宮熱田神社 若宮八幡宮本殿    | 梓川梓4419         | 大宮熱田神社           | 1949年2月18日  | 室町時代     |
| 12   | 彫刻                            | 木造阿弥陀如来および両脇侍像   | 梓川上野1918       | 真光寺                 | 1937年8月25日  | 鎌倉時代     |
| 13   | 建造物（近代/学校）             | 旧松本高等学校本館および講堂   | 県3-1-1            | 松本市                 | 2007年6月18日  | 大正時代     |
| 14   | 建造物（寺院）                  | 田村堂                         | 波田上波田         | 松本市                 | 1953年8月29日  | 室町時代     |
| 15   | 建造物（近代/産業・交通・土木） | 牛伏川階段工                   | 内田内田山6114-261 | 長野県                 | 2012年7月9日   | 大正時代     |
| 16   | 建造物（近代/官公庁舎）         | 旧松本区裁判所庁舎             | 島立新切2196       | 松本市                 | 2017年11月28日 | 明治時代     |

- 市内の登録有形文化財一覧

| 番号 | 種別     | 名称                           | 所在地         | 所有者または管理者 | 登録年月日     | 時代区分 |
| 1    | 住宅     | 塩原家住宅主屋                 | 今井上耕地5990 | 個人               | 2004年3月29日  | 大正時代 |
| 2    | 住宅     | 塩原家住宅米蔵                 | 今井上耕地5990 | 個人               | 2004年3月29日  | 明治時代 |
| 3    | 産業一次 | 塩原家住宅蚕屋                 | 今井上耕地5990 | 個人               | 2004年3月29日  | 大正時代 |
| 4    | 住宅     | 塩原家住宅門                   | 今井上耕地5990 | 個人               | 2004年3月29日  | 大正時代 |
| 5    | 住宅     | 原田家住宅主屋                 | 入山辺南方582  | 個人               | 1999年10月28日 | 明治時代 |
| 6    | 産業三次 | 松本館旧館                     | 丸の内7-39     | 松本館             | 2004年3月29日  | 昭和時代 |
| 7    | 産業三次 | 松本館便所棟                   | 丸の内7-39     | 松本館             | 2004年3月29日  | 昭和時代 |
| 8    | 学校     | 松本深志高等学校管理普通教室棟 | 蟻ケ崎3-8-1    | 長野県             | 2003年4月8日   | 昭和時代 |
| 9    | 学校     | 松本深志高等学校講堂           | 蟻ケ崎3-8-1    | 長野県             | 2003年4月8日   | 昭和時代 |
| 10   | 住宅     | 山崎歯科医院                   | 丸の内3-12     | 個人               | 1996年12月26日 | 明治時代 |
| 11   | 寺院建築 | 無量寺本堂                     | 会田岩井堂3111 | 無量寺             | 2005年11月10日 | 江戸時代 |
| 12   | 寺院建築 | 無量寺鐘楼堂                   | 会田岩井堂3111 | 無量寺             | 2005年11月10日 | 江戸時代 |
| 13   | 寺院建築 | 無量寺宝物殿                   | 会田岩井堂3111 | 無量寺             | 2005年11月10日 | 江戸時代 |
| 14   | 寺院建築 | 無量寺土蔵                     | 会田岩井堂3111 | 無量寺             | 2005年11月10日 | 江戸時代 |
| 15   | 寺院建築 | 無量寺衆寮                     | 会田岩井堂3111 | 無量寺             | 2005年11月10日 | 江戸時代 |
| 16   | 治山治水 | 釜ヶ渕堰堤                     | 安曇4460付近   | 国（国土交通省）   | 2002年9月3日   | 昭和時代 |
| 17   | 産業三次 | 旧第一勧業銀行松本支店         | 大手3-5-15     | 法人               | 2007年10月2日  | 昭和時代 |
| 18   | 住宅     | 波多腰家住宅主屋               | 波田6492       | 個人               | 2000年4月28日  | 江戸時代 |
| 19   | 住宅     | 波多腰家住宅米蔵               | 波田6492       | 個人               | 2000年4月28日  | 江戸時代 |
| 20   | 住宅     | 波多腰家住宅味噌蔵             | 波田6492       | 個人               | 2000年4月28日  | 江戸時代 |
| 21   | 住宅     | 波多腰家住宅納屋               | 波田6492       | 個人               | 2000年4月28日  | 江戸時代 |
| 22   | 住宅     | 波多腰家住宅灰屋               | 波田6492       | 個人               | 2000年4月28日  | 江戸時代 |
| 23   | 住宅     | 波多腰家住宅蔵                 | 波田6492       | 個人               | 2000年4月28日  | 江戸時代 |
| 24   | 住宅     | 波多腰家住宅文庫蔵             | 波田6492       | 個人               | 2000年4月28日  | 江戸時代 |
| 25   | 住宅     | 波多腰家住宅表門               | 波田6492       | 個人               | 2000年4月28日  | 江戸時代 |
| 26   | 住宅     | 波多腰家住宅門                 | 波田6492       | 個人               | 2000年4月28日  | 江戸時代 |
| 27   | 住宅     | 波多腰家住宅中門               | 波田6492       | 個人               | 2000年4月28日  | 江戸時代 |
| 28   | 住宅     | 波多腰家住宅南門               | 波田6492       | 個人               | 2000年4月28日  | 江戸時代 |

- 市内の史跡（国指定）一覧

| 番号 | 種別 | 名称         | 所在地              | 所有者または管理者 | 指定年月日     | 時代区分       |
| 1    | 城跡 | 松本城       | 丸の内4-1           | 国（文部科学省）   | 1930年11月19日 | 戦国時代       |
| 2    | 古墳 | 弘法山古墳   | 並柳2丁目1000ほか   | 松本市             | 1976年2月20日  | 古墳時代       |
| 3    | 城跡 | 小笠原氏城跡 | 井川城1丁目4553ほか | 松本市・個人       | 2017年2月9日   | 室町・戦国時代 |

### 祭事・催事
- 松本あめ市（毎年1月に開催）
- 三九郎（左義長）
- 四賀福寿草祭り（赤怒田福寿草公園）
- 鳥居火（武宮神社）
- お船祭り（須々岐水神社にて毎年5月4, 5日に開催）
- クラフトフェアまつもと（毎年5月最終土日に開催）
- 島立裸まつり（津島神社）
- 松本手まり時計まつり（毎年7月1日、2日に開催）
- 松本のぼんぼん・青山様（毎月8月の風物詩、伝統行事）
- 松本ぼんぼん（毎年8月の第1土曜日に開催）
- セイジ・オザワ 松本フェスティバル（毎年8月 - 9月にかけて開催されるクラシック音楽祭）
- 松本ミュージックフェスティバル（毎年8月下旬、もしくは9月上旬に開催される市民音楽祭）
- りんご音楽祭（毎年9月に開催）
- たいまつ祭り（御射神社）
- 松本市民祭（毎年11月3日に開催）

### 名産・特産

#### 農産物
- リンゴ
- ブドウ
- 松本ハイランドすいか（下原スイカ）
- 松本一本ねぎ

#### 工芸品
- 松本手まり
- 松本民芸家具
- 木曽漆器
- 信州紬

#### 郷土料理
- 信州そば
- 信州味噌
- 松茸
- 山賊焼き
- 漬物（野沢菜漬、わさび漬）
- 和菓子
- 馬刺し
- おやき

### スポーツ

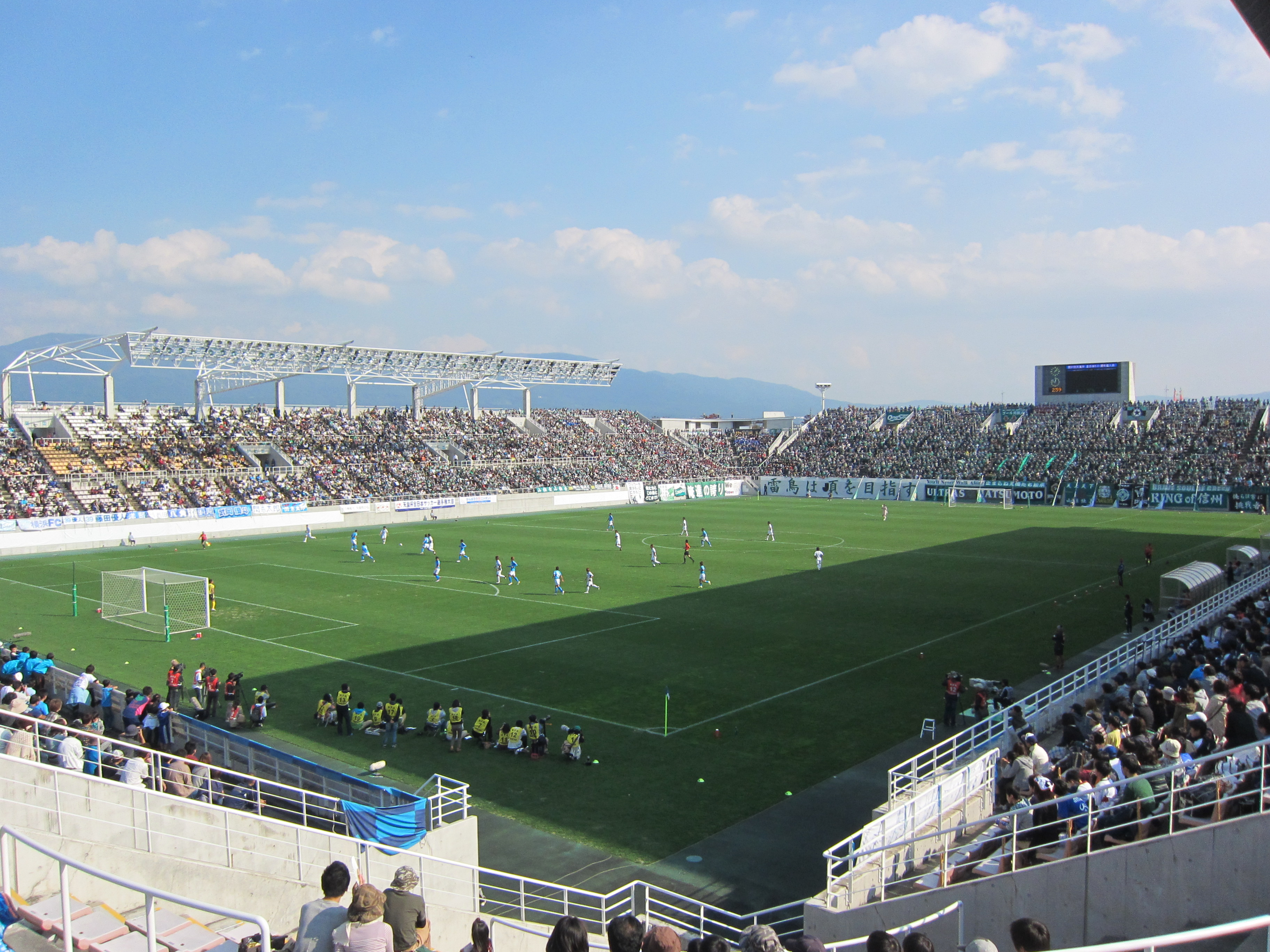
松本山雅FCのホームスタジアムであるサンプロ アルウィン

#### 野球
- 信濃グランセローズ（BCリーグ）- 松本市野球場

#### サッカー
- 松本山雅FC（Jリーグ）- 長野県松本平広域公園総合球技場（アルウィン）
- Y.Sエストレーラ（長野県フットボールリーグ）- 長野県松本平広域公園総合球技場

#### バスケットボール
- 信州松本ダイナブラックス（3x3 S League）- 松本市総合体育館

## 出身関連著名人
（五十音順、wikipediaに項目のある人物）

### 出身著名人

#### 学界・教育界
- 青木誠四郎（教育心理学者）
- 赤羽賢司（天文学者）
- 浅田宗伯（漢方医学、儒学者）
- 池上鎌三（哲学者）
- 市川量造（啓蒙家）
- 一條孝夫（国文学者）
- 荻上紘一（数学者、元東京都立大学 (1949-2011)総長）
- 大澤真幸（社会学者）
- 岡正雄（民族学者）
- 遅野井茂雄（ラテンアメリカ史学者、筑波大学名誉教授）
- 折井英治（教育者）
- 金井清光（国文学者）
- 金井円（史学者）
- 上垣外憲一（歴史学者）
- 上條秀介（医学者、昭和大学創設者）
- 上條勉（航空機技術者、元日本大学講師）
- 川井清一郎（教育者）
- 河原操子（女子教育者）
- 熊谷寛夫（物理学者）
- 河野常吉（歴史学者）
- 河野齢蔵（植物学者）
- 小岩井浄（教育者、元愛知大学学長）
- 近藤次繁（医学者）
- 西郷吉義（医学者）
- 坂井素思（経済学者）
- 酒井文徳（医学者）
- 佐藤綾子（心理学者）
- 澤柳政太郎（教育学者、成城大学創設者）
- 清水透（歴史学者）
- 鈴木雅次（土木工学者、内務省技官）
- 仙石正和（工学者）
- 竹内淳彦（経済学者）
- 田中勝人（経済学者）
- 田中宏巳（歴史学者）
- 谷川彰英（教育学者）
- 所三男（歴史学者）
- 鳥羽研二（医学者）
- 中嶋嶺雄（国際政治学者、元国際教養大学学長）
- 中野収（社会学者）
- 中村勝範（政治学者）
- 中村登流（鳥類学者）
- 二村一夫（歴史学者）
- 秦藤樹（医学者、元北里大学学長）
- 波多野精一（宗教哲学者、元玉川大学学長）
- 藤沢令夫（哲学者）
- 鳩山春子（女子教育者、共立女子大学創設者の一人）
- 西村真琴（生物学者、ロボット工学者）
- 藤木英雄（刑事法学者）
- 水崎基一（経済学者、教育者）
- 三村壽八郎（教育者、松本尋常高等小学校校長）
- 宮沢俊弥（地球科学者）
- 宮本みち子(社会学者）
- 馬瀬良雄（日本語学者）
- 吉武栄之進（化学者）

#### 政財界・法曹
- 飯村義美（元最高裁判所判事）
- 岩井章（労働運動家、総評事務局長）
- 石川元也（弁護士）
- 岩垂寿喜男（政治家）
- 河西英治（実業家）
- 栗原美能留（官僚）
- 小松彰（実業家）
- 小沢貞孝（政治家）
- 高橋弥太郎（樺太庁豊原市長）
- 武井信也（実業家）
- 棚橋小虎（労働運動家）
- 辻新次（官僚）
- 戸叶里子（政治家）
- 藤森昭一（官僚）
- 降旗徳弥（政治家）
- 降旗元太郎（政治家）
- 百瀬結（実業家）
- 吉沢清次郎（外交官）
- 吉野文六（外交官）
- 渡邊千冬（政治家）
- 渡辺幸子（政治家）

#### 旧軍人
- 川島浪速（大陸浪人）
- 島村信政（海軍中佐）
- 福島安正（情報将校）
- 水城圭次（海軍大佐）
- 細見惟雄（陸軍中将）
- 清水光美（海軍中将）
- 丸山政男（陸軍大将）

#### 経済界
- 伊藤正一 (山小屋経営者)

#### 宗教界
- 金井為一郎 （牧師）
- 心地覚心（臨済宗の僧、普化宗の開祖）

#### 芸術・文学
音楽（後述するポピュラー音楽を除く）
- 岩垂徳行（作曲家）
- 伊藤昇（作曲家、トロンボーン奏者）
- 大林修子（ヴァイオリニスト）
- 神田勇哉（フルート奏者）
- 斉田好男（指揮者）
- 中野雄（クラシック音楽プロデューサー）
- 花岡千春（ピアニスト）
- 宮沢昭（サクソフォーン奏者）

美術
- 一條成美（日本画家）
- 上條信山（書道家）
- 草間彌生（造形家）
- 西郷孤月（日本画家）
- 白鳥真太郎（広告写真家）
- 荘司福（日本画家）
- 中沢義直（映像作家）
- 増田正宗（日本画家）
- 宮坂勝（洋画家）
- 柳澤孝彦（建築家）

作家・小説家
- 木下尚江（作家、社会党活動家）
- 窪田空穂（歌人）
- 下川裕治（旅行作家）
- 椿八郎（作家）
- 橋爪健（小説家、詩人）
- 平林英子（作家）
- 山本茂実（作家）
- 百瀬明治（作家）

映画
- 小沢茂弘（映画監督）
- 金宇満司（映画カメラマン）
- 深沢正樹（映画監督）
- 降旗康男（映画監督）
- 山崎貴（映画監督）
- 小林悟（映画監督）
- 吉沢和晃（撮影監督）

#### スポーツ選手
野球
- 伊藤優（元ロッテ）
- 上田佳範（元中日）
- 丑山努（元日本ハム）
- 甲斐拓哉（元オリックス）
- 柿田裕太（横浜DeNA）
- 小森光生（元近鉄）
- 土屋正孝（元巨人）
- 中島治康（元巨人）
- 日野茂（元西鉄（のちの西武））
- 百瀬大騎（横浜DeNA）
- 柳沢裕一（元中日）
- 吉沢岳男（元近鉄）
- 小尾淳美（高校野球指導者）

サッカー
- 神田渉馬（サッカー選手）
- 小林和音（サッカー選手）
- 田中隼磨（サッカー選手）
- 野澤健一（サッカー選手）
- 原直生（サッカー選手）
- 宮田直樹（サッカー選手）
- 森昂大（サッカー選手）
- 渡邊真衣（サッカー選手）

その他のスポーツ
- アオイヤマダ(ダンサー）
- 青柳優馬（プロレスラー）
- 青柳亮生（プロレスラー）
- 小原道由（プロレスラー）
- 江崎史子（柔道選手）
- デーデー・ブルーノ（陸上競技選手）
- 中山英子（スケルトン選手）
- 丸山健治（バスケットボール選手）
- 丸山裕子（バレーボール選手）

#### 芸能・文化人
マスコミ・出版
- 赤羽萬次郎（ジャーナリスト、北國新聞創設者）
- 池上彰（ジャーナリスト）
- 上原康樹（NHKアナウンサー）
- 岡茂雄（編集者）
- 小松恒夫（ジャーナリスト）
- 二村伸（NHK解説委員）
- 福澤浩行（NHKアナウンサー）
- 宮田隆太郎（元ラジオ沖縄アナウンサー、現在は同局総務部長）
- 水城武彦（NHK解説委員）
- 元川悦子（サッカージャーナリスト）
- 山岡秀喜（長野朝日放送アナウンサー）
- 目黒清華（元信越放送アナウンサー）
- 小松千絵（山梨放送アナウンサー）
- 野尻英恵（福島中央テレビアナウンサー、生まれはイギリス。）
- 村田信一（フォトジャーナリスト）

ポピュラー音楽
- 一志 （ミュージシャン・Kagrra,）
- ASIAN2（バンド）
- 杏子（歌手）
- 北園みなみ（ミュージシャン）
- シン（ミュージシャン・ViViD）
- 松本礼児（作詞家）
- 三門博（浪曲師）
- Reol（歌手・作詞家・作曲家）

俳優・タレント
- 市岡元気（サイエンスアーティスト、YouTuber、タレント、俳優）
- 市丸（芸者、歌手）
- 秋本奈緒美（女優）
- 北原奈々子（女優）
- 小松方正（俳優）
- 福島資剛（俳優）
- 飯野美紗子（声優、「NOW ON AIR」元メンバー）
- 中野慶子（歌手、NHKうたのおねえさん）
- ヤポンスキーこばやし画伯（お笑いタレント）
- 若林正人（タレント）

その他
- 井出安軌（アニメ監督）
- 神谷英樹（ゲームデザイナー）
- 神田正宏（漫画家）
- 小林覚（囲碁棋士）
- 小林千寿（囲碁棋士）
- 滝沢敏文（アニメ監督）
- 内川幸太郎（プロ雀士・Mリーガー）
- 長沢千和子（女流棋士）
- 水島努（アニメ監督）
- 吉村和敏（写真家）
- 澤本夏輝（ダンサー、FANTASTICS from EXILE TRIBE）
- 小林悠里(ちびゆり)（ストリートダンサー、(社)長野県ストリートダンス普及協会代表理事）

### 関連著名人

#### ゆかりのある有名人
（五十音順）
- いわさきちひろ - 版画家（松本に疎開）
- ウォルター・ウェストン - イギリス人宣教師（北アルプスを日本のマッターホルンと称賛）
- 太田和彦 - 居酒屋評論家（青年期を過ごす）
- 小澤征爾 - 指揮者（セイジ・オザワ 松本フェスティバルにて指揮を行う）
- 川島芳子 - 清朝皇族（青年期を過ごす、墓がある）
- 川田龍平 - 参議院議員、人権活動家（元松本大学講師）
- 北杜夫 - 作家、旧制松本高校卒業、どくとるマンボウ青春記は松本が主な舞台
- 河野義行 - 作家（かつて松本に居住）
- 五島慶太 - 実業家、東急グループ創始者（旧制松本中学校卒業）
- 佐々木高綱 -武将（松本で亡くなる）
- 佐渡裕 - 指揮者（松本で演奏）
- 島倉千代子 - 演歌歌手（松本に疎開）
- 鈴木鎮一 - ヴァイオリニスト、音楽研究家（市に才能教育研究会を創立）
- 高崎寛之 - プロサッカー選手（引退後松本に居住し農家に転身。農産物生産および経営[18]）
- 髙橋ヒロシ - 漫画家（松本に在住）
- 竹久夢二 - 画家、詩人（松本に訪れる）
- 田中康夫 - 作家、元長野県知事（青年期を過ごす）
- 辻彩加 - ファッションモデル（高崎寛之の妻で松本に移住。農家に転身した夫と共に経営）
- 播隆 - 浄土宗の僧（玄向寺にて修行）
- 抱亭五清 - 浮世絵師（松本で亡くなる）
- 松田直樹 - サッカー選手・元日本代表（松本山雅FC在籍中に死去）
- ツルネン・マルテイ - 元参議院議員（長野県南安曇郡安曇村に在住した）
- 三好礼子 - エッセイスト（松本に在住）
- 村井仁 - 政治家（松本が支持基盤）
- 守屋亨香 - 声優、元子役（高校時代を過ごす）

#### 名誉市民
- J・ブラッケン・リー（ソルトレイクシティ市長歴任）
- アルバート・R・オルピン（ソルトレイクシティ姉妹都市提携委員長）
- アール・J・グレート（ソルトレイクシティ市長歴任）
- 笠井喜彦（ソルトレイクシティ在留邦人）
- 寺沢国子（日刊邦字新聞ユタ日報社長）
- 金子小一郎（藤沢市長歴任）
- 戸田康英（松本城主戸田家の直系）
- 吉田豊信（姫路市長歴任）
- E・ジャコブ・ガーン（ソルトレイクシティ市長）
- 鈴木雅次（日本大学名誉教授）
- テッド・L・ウィルソン（ソルトレイクシティ市長）
- パルマー・A・デポーリス（ソルトレイクシティ市長）
- 降旗徳弥（松本市長歴任）
- 元仲辰郎（高山市長歴任）
- 葉山峻（藤沢市長歴任）
- 鈴木鎮一（市に才能教育研究会を創立）
- 戸谷松司（姫路市長）
- 平田吉郎（高山市長歴任）
- 和合正治（松本市長歴任）
- ディーディー・コラディーニ（ソルトレイクシティ市長）
- P・L・ジン（カトマンズ市長）
- 日下部尚（高山市長）
- 堀川和洋（姫路市長）
- 上條信山（書道家）
- 小澤征爾（指揮者）
- 田村一男（洋画家）
- 山本捷雄（藤沢市長）
- 有賀正（前松本市長）
- 草間彌生（芸術家）
- 十八世中村勘三郎（歌舞伎役者）

## 作品
松本市を舞台とした作品

### 映像作品
テレビドラマ
- 白線流し
- 水色の時（1975年のNHK連続テレビ小説）
- おひさま（2011年の連続テレビ小説）
- はるちゃん5
- いのちの器
- 妻よ! 松本サリン事件犯人と呼ばれて…家族を守り抜いた15年
- あの日の僕をさがして
- 帰ってきたウルトラマン 第27話「この一発で地獄へ行け!」
- スペクトルマン（第28・29話で兇悪怪獣サラマンダーが暴れた場所）

映画
- 岳-ガク-（松本シネマ認定第1号）
- 神様のカルテ（松本シネマ認定第2号）
- 神様のカルテ2（松本シネマ認定第3号）
- orange（松本シネマ認定第4号）
- シルク
- あの頃、君を追いかけた
- 三大怪獣 地球最大の決戦
- ジェニファ 涙石の恋
- 男はつらいよ 寅次郎サラダ記念日
- トラック野郎・熱風5000キロ
- ロックよ、静かに流れよ
- 日本の黒い夏 冤罪
- さよなら、クロ
- いま、会いにゆきます
- ミラーを拭く男
- 時をかける少女
- 嫌われ松子の一生
- 家なき子
- いらっしゃいませ、患者さま。
- 草の乱
- クラシコ（松本山雅FCを取り上げたドキュメンタリー）
- サヨナラまでの30分（松本シネマ認定第5号）
- 流浪の月（松本シネマ認定第6号）

アニメ
- おねがい☆ティーチャー（旧制松本高の校舎のみ登場）
- おねがい☆ツインズ（同上）
- 新世紀エヴァンゲリオン（第2新東京市）
- ミスター味っ子（第81・82話で毛利とカモンが旗揚げしたインチキ料理団体「味皇料理同盟」の所在地）
- 極黒のブリュンヒルデ（松本深志高校を中心に松本市が舞台）
- orange（実写映画化もした同原作のTVアニメ版 2016年7月〜）

### 漫画
- 神様がうそをつく。（尾崎かおり）
- orange (高野苺)
- けいさつのおにーさん（からけみ）（出張先のやまびこドーム）
- ガールズフィスト!!!! (ぼみ)(松本市を舞台に、主人公たちは南松本高校という架空の高校に通っている)

### 小説
- 追想五断章（父の小説探しを依頼された主人公が依頼人の住む松本市を訪れる）
- 炎の蜃気楼 （ミラージュ）[注釈 6]（仰木高耶として換生した主人公・上杉景虎が長野県松本市で暮らしていた）
- 神様のカルテ(夏川草介)

### 民話
- 物くさ太郎（民話、御伽草子）
- 泉小太郎（民話）
- 雑炊橋の恋伝説